# Tercera División de México 2016-17
La Temporada 2016-17 de la Tercera División de México fue el quincuagésimo séptimo torneo de esta división.

## Formato de competencia
Los 210 equipos se dividen por zonas geográficas quedando 14 grupos:uno de 8, uno de 12, uno de 13, uno de 14, uno de 19, uno de 20, dos de 11, dos de 15 y cuatro de 18 equipos; cada grupo hace un calendario de juegos entre todos a doble visita recíproca, por cada juego se otorgan 3 puntos al vencedor, un punto por empate, 0 puntos por derrota, más un punto extra que se define en series de penales que se adjudica el ganador.
Esta temporada cambia el formato, en vez de los 64 calificados a los treintaidosavos de final, se clasificarán de 6 a 4 equipos según la cantidad de clubes por grupo a la Fase Final; en total 65 equipos califican a la Fase Final, que consiste en 3 etapas, en las cuales se eliminarán equipos del mismo grupo en partidos de ida y vuelta hasta definirse un campeón de grupo; donde el vencedor o campeón de cada grupo pasa a la fase "Inter grupo" donde se enfrentarán los 14 Campeones de grupo. Los 7 ganadores pasarán a cuartos de final (el mejor ganador de la "Inter grupo" pasa directo a semifinales), después a las semifinales y posteriormente a la final; donde el vencedor asciende a la Liga Premier de Ascenso de la Segunda División, en tanto el derrotado pasa a Liga de Nuevos Talentos.
En cuanto a equipos filiales, pueden disputar el título de filiales sin derecho de ascenso, estos califican 8 por torneo corto jugando solo cuartos de final, semifinal y final.
En cuanto al descenso no existe, cada equipo si no paga sus cuotas puede salir de la división aún en plena temporada, antes de cada torneo los equipos deben pagar su admisión a la división la cantidad de $34,800 pesos; y cubrir los requisitos de registro de 30 elementos por equipo (cada elemento paga alrededor de $2,000 pesos), se incluyen entrenadores (que pagan por separado su afiliación ante la FMF), también se pagan los balones de juego marca Voit exclusivamente que la F.M.F. suministra, el arbitraje cada juego se paga, pero el gasto que corre por cuenta del equipo local y derecho de juego; en cuanto a multas cada club paga desde no presentarse a tiempo al partido, insultar al arbitraje, problemas que genere la afición, por cada amonestación y expulsión de los jugadores, grescas entre jugadores etc. Los equipos que clasifican a Liguilla por el título deben pagar cuotas extras. Si algún equipo decide cambiar de nombre y sede debe pagar cuotas que ello genere, más su admisión, es por esta razón que cada año hay nuevos equipos y otros que dejan de competir repentinamente.
Si hay oportunidad, hay ascenso desde la Cuarta división, pero el equipo debe pagar sus cuotas.

### Ascensos y descensos
El equipo campeón del torneo tiene derecho a ascender a la Liga Premier de Ascenso y el subcampeón a la Liga de Nuevos Talentos. 
El descenso en la Tercera División no existe debido a que no hay categoría menor a esta en el sistema de ligas de la FMF. Por otro lado el descenso a la Tercera División esta reservado para aquel club que culmine en la posición más baja de la tabla porcentual al finalizar el torneo de clausura de la Liga de Nuevos Talentos de la Segunda División.
A continuación se muestran los ascensos y descensos de la temporada 2016/17 :
| Pos. | Descendido a la Tercera División de México |
| ---- | ------------------------------------------ |
| 26º  | Llaneros de Guadalupe Victoria             |

| Pos. | Ascendido a la Liga Premier    |
| ---- | ------------------------------ |
| 1°   | Universidad de Guadalajara     |
| 14°  | Politécnico (compra de plaza). |

## Equipos participantes
Clubes en la temporada 2016-2017.

### Grupo I
| Equipo                         | Ciudad                              | Estadio                            | Club de Afiliación |
| ------------------------------ | ----------------------------------- | ---------------------------------- | ------------------ |
| Atlético de Madrid México      | Cancún, Quintana Roo                | Coliseo Maya                       | –                  |
| Atlético Newell Mérida         | Mérida, Yucatán                     | Campo deportivo Municipal de Homun | –                  |
| Caimanes de Cancún             | Cancún, Quintana Roo                | Rush Cancún                        | –                  |
| Campeche F.C. Nueva Generación | Campeche, Campeche                  | La Muralla de Kin-ha               | –                  |
| Cantera Venados (*)            | Mérida, Yucatán                     | Carlos Iturralde Rivero            | Venados F.C.       |
| Chetumal                       | Chetumal, Quintana Roo              | 10 de Abril                        | –                  |
| Corsarios de Campeche          | Campeche, Campeche                  | Universitario Campeche             | –                  |
| Cozumel F.C. Tres Toños        | San Miguel de Cozumel, Quintana Roo | Unidad Deportiva Bicentenario      | –                  |
| Deportiva Venados              | Mérida, Yucatán                     | Alonso Diego Molina                | –                  |
| Ejidatarios de Bonfil          | Cancún, Quintana Roo                | Sindicato de Taxistas de Cancún    | –                  |
| Héroes de Zaci                 | Valladolid, Yucatán                 | Unidad Deportiva Claudio Alcocer   | –                  |
| Inter Playa "B" (*)            | Playa del Carmen, Quintana Roo      | Unidad Deportiva Rivera Maya       | Inter Playa        |
| Pioneros Junior (*)            | Cancún, Quintana Roo                | Cancún 86                          | Pioneros de Cancún |
| Yalmakan F.C. "B" (*)          | Puerto Morelos, Quintana Roo        | Pescadores                         | Yalmakan F.C.      |

### Grupo ll
| Equipo                       | Nombre registrado            | Ciudad                 | Estadio                               | Club de afiliación |
| ---------------------------- | ---------------------------- | ---------------------- | ------------------------------------- | ------------------ |
| Atlético Acayucan            | Atlético Acayucan            | Acayucan, Veracruz     | Unidad Deportiva Vicente Obregón      | –                  |
| Atlético Boca del Río        | Atlético Boca del Río        | Boca del Río, Veracruz | Unidad Deportiva Hugo Sánchez Márquez | –                  |
| Atlético Ixtepec (*)         | Atlético Ixtepec (*)         | Ciudad Ixtepec, Oaxaca | Brena Torres                          | –                  |
| Atlético Tonalá              | Atlético Tonalá              | Coyutla, Veracruz      | Campo Ayuntamiento                    | –                  |
| Azucareros de Tezonapa       | Azucareros de Tezonapa       | Tezonapa, Veracruz     | Ernesto Jácome Pérez                  | –                  |
| Cafetaleros de Xalapa        | Ciudad Valles                | Xalapa, Veracruz       | Complejo Omega Antonio M. Quirasco    | –                  |
| Cruz Azul Lagunas (*)        | Cruz Azul Lagunas (*)        | Lagunas, Oaxaca        | Cruz Azul                             | C.D. Cruz Azul     |
| Delfines UGM                 | Delfines UGM                 | Orizaba, Veracruz      | UGM Orizaba                           | –                  |
| Dragones de Tabasco          | Real Victoria                | Villahermosa, Tabasco  | Olímpico de Villahermosa              | –                  |
| Halcones Marinos de Veracruz | Halcones Marinos de Veracruz | Boca del Río, Veracruz | UVM Campus Veracruz                   | –                  |
| Jaguares de la 48            | Jaguares de la 48            | Reforma, Chiapas       | Sergio Lira Gallardo                  | Chiapas F.C.       |

### Grupo III
| Equipo                          | Nombre registrado               | Ciudad                         | Estadio                             | Club de afiliación     |
| ------------------------------- | ------------------------------- | ------------------------------ | ----------------------------------- | ---------------------- |
| Albinegros de Orizaba "B" (*)   | Albinegros de Orizaba "B" (*)   | Orizaba, Veracruz              | Socum                               | C.D. Veracruz          |
| Cefor Cuauhtémoc Blanco         | Cefor Cuauhtémoc Blanco         | Huauchinango, Puebla           | Nido Águila                         | –                      |
| Córdoba F.C.                    | Colegio Once México             | Córdoba, Veracruz              | Rafael Murillo Vidal                | –                      |
| Deportivo Anlesjeroka           | Deportivo Anlesjeroka           | Tehuacán, Puebla               | Anlesjeroka                         | –                      |
| Deportivo Ixmiquilpan           | Plateados de Cerro Azul         | Ixmiquilpan, Hidalgo           | Unidad Deportiva Ixmiquilpan        | –                      |
| Héroes de Veracruz              | Héroes de Veracruz              | Teziutlán, Puebla              | Corona                              | –                      |
| Langostineros de Atoyac         | Santos Córdoba                  | Atoyac, Veracruz               | Campo deportivo Atoyac              | –                      |
| Limoneros de Fútbol             | Limoneros de Fútbol             | Martínez de la Torre, Veracruz | El Cañizo                           | –                      |
| F.C. Los Ángeles                | F.C. Los Ángeles                | Puebla, Puebla                 | Ex Hacienda San José Maravillas     | –                      |
| C.D. Poza Rica                  | C.D. Poza Rica                  | Poza Rica, Veracruz            | Heriberto Jara Corona               | –                      |
| Puebla SAI                      | Puebla SAI                      | Santa Isabel Cholula, Puebla   | Santa Isabel Cholula                | Club Puebla            |
| Reales de Puebla                | Reales de Puebla                | Puebla, Puebla                 | Preparatoria Benito Juárez          | –                      |
| SEP Puebla                      | SEP Puebla                      | Puebla, Puebla                 | Unidad Deportiva Mario Vázquez Raña | –                      |
| Star Club                       | Star Club                       | Tlaxcala, Tlaxcala             | San José del Agua                   | –                      |
| Sultanes de Tamazunchale        | Sultanes de Tamazunchale        | Tamazunchale, San Luis Potosí  | Deportivo Solidaridad               | –                      |
| Tehuacán                        | Tehuacán                        | Tehuacán, Puebla               | Unidad Deportiva La Huizachera      | –                      |
| Tigres Dorados MRCI             | Tigres Dorados MRCI             | Oaxaca, Oaxaca                 | Campo MRCI Tlacochahuaya            | Chapulineros de Oaxaca |
| Universidad del Golfo de México | Universidad del Golfo de México | Orizaba, Veracruz              | Universitario UGM                   | –                      |

### Grupo IV
| Equipo                      | Ciudad                                 | Estadio                         | Club de afiliación  |
| --------------------------- | -------------------------------------- | ------------------------------- | ------------------- |
| AEM "B" (*)                 | Cuautitlán Izcalli, Estado de México   | Hugo Sánchez                    | AEM F.C.            |
| Águilas de Teotihuacán      | Acolman, Estado de México              | Municipal de Acolman            | –                   |
| Ajax Jiutepec               | Huixquilucan, Estado de México         | Alberto Pérez Navarro           | –                   |
| Álamos F.C.                 | Venustiano Carranza, Ciudad de México  | M.M. Cd. Deportiva Campo n.º 9  | –                   |
| Alebrijes de Oaxaca "B" (+) | Huixquilucan, Estado de México         | Alberto Pérez Navarro           | Alebrijes de Oaxaca |
| Ángeles de la Ciudad        | Iztacalco, Ciudad de México            | Jesús Palillo Martínez          | –                   |
| Azules de la Sección 26     | Gustavo A. Madero, Ciudad de México    | Deportivo El Zarco              | –                   |
| Castores Gobrantacto        | Iztapalapa, Ciudad de México           | Deportivo Francisco I. Madero   | –                   |
| Cefor Chaco Giménez         | Atizapán de Zaragoza, Estado de México | Deportivo Ana Gabriela Guevara  | –                   |
| Halcones Zúñiga             | Cuautepec, Ciudad de México            | Deportivo Carmen Serdán         | –                   |
| Lobos BUAP "C" (*)          | Puebla, Puebla                         | Ciudad Universitaria            | Lobos BUAP          |
| Marina                      | Xochimilco, Ciudad de México           | Valentín González               | –                   |
| Morelos Ecatepec            | Ecatepec, Estado de México             | M.M. Cd. Deportiva Campo n.º 7  | –                   |
| Novillos Neza               | Tlalnepantla, Estado de México         | M.M. Cd. Deportiva Campo n.º 9  | –                   |
| San José del Arenal         | Chalco, Estado de México               | José Carbajal García            | –                   |
| Santa Rosa                  | Venustiano Carranza, Ciudad de México  | Deportivo Plutarco Elías Calles | –                   |
| Sporting Canamy "B" (*)     | Milpa Alta, Ciudad de México           | Momoxco                         | Sporting Canamy     |
| Unión Magdalena Contreras   | Magdalena Contreras, Ciudad de México  | Deportivo Primero de Mayo       | –                   |

### Grupo V
| Equipo                     | Nombre registrado          | Ciudad                                | Estadio                              | Club de afiliación |
| -------------------------- | -------------------------- | ------------------------------------- | ------------------------------------ | ------------------ |
| Atlante "B" (+)            | Atlante "B" (+)            | Venustiano Carranza, Ciudad de México | Nuevo Territorio Azulgrana           | Atlante F.C.       |
| Atlético UEFA              | Atlético UEFA              | Coacalco, Estado de México            | Campos Fragoso                       | –                  |
| CDH Histeria               | CDH Histeria               | San Antonio la Isla, Estado de México | Unidad Deportiva San Antonio la Isla | –                  |
| Deportivo Calimaya         | Grupo Sherwood             | Metepec, Estado de México             | La Hortaliza                         | –                  |
| Deportivo Metepec          | Deportivo Metepec          | Metepec, Estado de México             | Arqueros, FC                         | –                  |
| Deportivo Vallesano        | Deportivo Vallesano        | Valle de Bravo, Estado de México      | La Capilla                           | –                  |
| Estudiantes de Atlacomulco | Estudiantes de Atlacomulco | Atlacomulco, Estado de México         | Municipal de Atlacomulco             | –                  |
| Fuerza Mazahua             | Fuerza Mazahua             | Atlacomulco, Estado de México         | Municipal de Atlacomulco             | –                  |
| Halcones de Rayón          | Real Halcones              | Rayón, Estado de México               | Unidad Deportiva Rayón               | –                  |
| C.D. Jilotepec             | C.D. Jilotepec             | Jilotepec, Estado de México           | Rubén Chávez Chávez                  | –                  |
| C.D. Tejupilco             | C.D. Tejupilco             | Tejupilco, Estado de México           | Unidad Deportiva Tejupilco           | –                  |
| Tulyehualco F.C.           | Tulyehualco F.C.           | Tulyehualco, Ciudad de México         | Valentín González                    | –                  |
| Potros UAEM "B" (*)        | Potros UAEM "B" (*)        | Toluca, Estado de México              | Alberto "Chivo" Córdoba              | Potros UAEM        |

### Grupo VI
| Equipo                 | Ciudad                       | Estadio                          | Club de afiliación |
| ---------------------- | ---------------------------- | -------------------------------- | ------------------ |
| Acapulco F.C. (*)      | Acapulco, Guerrero           | Hugo Sánchez                     | –                  |
| Club Alpha             | Puebla, Puebla               | Club Alpha 3                     | –                  |
| Águilas UAGro          | Chilpancingo, Guerrero       | Universidad Autónoma de Guerrero | –                  |
| Artilleros Cuautla (*) | Cuautla, Morelos             | Isidro Gil Tapia                 | C.D. Cuautla       |
| Atlético Cuernavaca    | Cuernavaca, Morelos          | Centenario                       | –                  |
| C.D. Chilpancingo      | Chilpancingo, Guerrero       | Polideportivo Chilpancingo       | –                  |
| Iguala F.C.            | Iguala, Guerrero             | M.M. Cd. Deportiva Campo n.º 2   | –                  |
| Ixtapaluca F.C.        | Ixtapaluca, Estado de México | La Era                           | –                  |
| Jardón JFS Yautepec    | Yautepec, Morelos            | Armando Gómez Landeros           | –                  |
| Tecuanes de Tepalcingo | Tepalcingo, Morelos          | Unidad Deportiva Tepalcingo      | –                  |
| Toros de Texcoco       | Texcoco, Estado de México    | Unidad Deportiva Silverio Pérez  | –                  |
| Zacatepec "B" (*)      | Zacatepec, Morelos           | Unidad Deportiva Tlayacapan      | Club Zacatepec     |

### Grupo VII
| Equipo                           | Ciudad                                       | Estadio                          | Club de afiliación       |
| -------------------------------- | -------------------------------------------- | -------------------------------- | ------------------------ |
| Atlético San Juan de Aragón      | Papalotla, Estado de México                  | Deportivo Municipal Papalotla    | –                        |
| Aztecas AMF Soccer               | Naucalpan, Estado de México                  | Deportivo Hacienda               | –                        |
| Cafetaleros FORMAFUTINTEGRAL     | Ixtapaluca, Estado de México                 | Unidad Deportiva La Antorcha     | Cafetaleros de Tapachula |
| C.D. Cuervos Blancos             | Tolcayuca, Estado de México                  | Los Pinos                        | –                        |
| Escuela de Alto Rendimiento (*)  | Huixquilucan, Estado de México               | Universidad Anáhuac México Norte | –                        |
| Guerreros de Tizayuca            | Tizayuca, Hidalgo                            | Unidad Deportiva Tizayuca        | –                        |
| Halcones del Valle del Mezquital | Cuajimalpa de Morelos, Ciudad de México      | Deportivo Los Galeana            | –                        |
| Club Hidalguense                 | Pachuca, Hidalgo                             | Club Hidalguense                 | –                        |
| Independiente Mexiquense         | Cuautitlán de Romero Rubio, Estado de México | Los Pinos                        | –                        |
| Leones de Lomar                  | Cuajimalpa de Morelos, Ciudad de México      | Deportivo Leandro Valle          | –                        |
| Leopardos F.C.                   | Cuajimalpa de Morelos, Ciudad de México      | Deportivo Leandro Valle          | –                        |
| Proyecto Nuevo Chimalhuacán (*)  | Chimalhuacán, Estado de México               | Tepalcates                       | Nuevo Chimalhuacán       |
| F.C. Politécnico "B" (*)         | Gustavo A. Madero, Ciudad de México          | Venustiano Carranza              | F.C. Politécnico         |
| Promodep Central                 | Cuautitlán, Estado de México                 | Los Pinos                        | –                        |
| Pumas "C" (+)                    | Coyoacán, Ciudad de México                   | La Cantera                       | Pumas UNAM               |
| Santiago Tulantepec              | Santiago Tulantepec, Hidalgo                 | Unidad Deportiva Conrado Muntane | –                        |
| Tuzos Pachuca (+)                | San Agustín Tlaxiaca, Hidalgo                | Universidad del Fútbol           | C.F. Pachuca             |
| Unión Acolman                    | Acolman, Estado de México                    | Nuevo San Carlos                 | –                        |
| Universidad del Fútbol           | San Agustín Tlaxiaca, Hidalgo                | Universidad del Fútbol           | C.F. Pachuca             |

### Grupo VIII
| Equipo                            | Nombre registrado                 | Ciudad                         | Estadio                               | Club de afiliación |
| --------------------------------- | --------------------------------- | ------------------------------ | ------------------------------------- | ------------------ |
| Atlético Valladolid               | Generales de Navojoa              | Morelia, Michoacán             | Venustiano Carranza                   | –                  |
| Celaya F.C. "C" (+)               | Celaya F.C. "C" (+)               | Celaya, Guanajuato             | Unidad Deportiva Villagrán            | Celaya F.C.        |
| Delfines de Abasolo               | Delfines de Abasolo               | Abasolo, Guanajuato            | Municipal de Abasolo                  | –                  |
| Guerreros Zacapu                  | Monarcas Zacapu                   | Zacapu, Michoacán              | Municipal de Zacapu                   | –                  |
| Iguanas F.C.                      | Iguanas F.C.                      | Zihuatanejo, Guerrero          | Unidad Deportiva Zihuatanejo          | –                  |
| Jaral del Progreso F.C.           | Jaral del Progreso F.C.           | Jaral del Progreso, Guanajuato | Unidad Deportiva Municipal            | –                  |
| Lobos de Zihuatanejo              | Lobos de Zihuatanejo              | Zihuatanejo, Guerrero          | Unidad Deportiva Zihuatanejo          | –                  |
| Originales Aguacateros de Uruapan | Originales Aguacateros de Uruapan | Uruapan, Michoacán             | Unidad Deportiva Hermanos López Rayón | –                  |
| Real Querétaro                    | Limoneros de Apatzingán           | Huimilpan, Querétaro           | P.M. Emilio Butragueño                | –                  |
| Querétaro F.C. "C" (*)            | Querétaro F.C. "C" (*)            | Querétaro, Querétaro           | Unidad Deportiva La Cañada            | Querétaro F.C.     |
| Salamanca F.C.                    | Salamanca F.C.                    | Salamanca, Guanajuato          | El Molinito                           | –                  |
| San Juan del Río F.C.             | San Juan del Río F.C.             | Querétaro, Querétaro           | Unidad Deportiva La Cañada            | –                  |
| Tigres Blancos Gestalt            | Tigres Blancos Gestalt            | Morelia, Michoacán             | Venustiano Carranza                   | –                  |
| CDU Uruapan                       | CDU Uruapan                       | Uruapan, Michoacán             | Club Universitario                    | –                  |

### Grupo IX
| Equipo                       | Nombre registrado            | Ciudad                               | Estadio                                            | Club de afiliación   |
| ---------------------------- | ---------------------------- | ------------------------------------ | -------------------------------------------------- | -------------------- |
| Águilas Reales               | Águilas Reales               | Zacatecas, Zacatecas                 | Francisco Villa                                    | –                    |
| Alcaldes de Lagos            | Alcaldes de Lagos            | Purísima del Rincón, Guanajuato      | Unidad Deportiva Independencia                     | –                    |
| Atlético ECCA                | Atlético ECCA                | León, Guanajuato                     | Lalo Gutiérrez                                     | –                    |
| Atlético Leonés              | Atlético Leonés              | León, Guanajuato                     | Unidad Deportiva Domingo Alba                      | –                    |
| Atlético San Francisco       | Atlético San Francisco       | San Francisco del Rincón, Guanajuato | Domingo Velázquez                                  | –                    |
| Cabezas Rojas                | Cabezas Rojas                | León, Guanajuato                     | Lalo Gutiérrez                                     | –                    |
| Frailes de Jerez             | Frailes Homape               | Jerez, Zacatecas                     | Ramón López Velarde                                | –                    |
| León Independiente           | León Independiente           | Guanajuato, Guanajuato               | Unidad Deportiva Juan José Torres Landa            | –                    |
| Libertadores de Pénjamo      | Libertadores de Pénjamo      | La Piedad, Michoacán                 | Juan Nepomuceno López                              | –                    |
| Mineros de Fresnillo "B" (*) | Mineros de Fresnillo "B" (*) | Fresnillo, Zacatecas                 | Unidad Deportiva Minera Fresnillo                  | Mineros de Fresnillo |
| Mineros de Zacatecas "C" (+) | Mineros de Zacatecas "C" (+) | Guadalupe, Zacatecas                 | Unidad Deportiva Guadalupe                         | Mineros de Zacatecas |
| Real Aguascalientes          | Real Aguascalientes          | Aguascalientes, Aguascalientes       | Centro Deportivo Ferrocarrilero Las Tres Centurias | –                    |
| Real Magari                  | Real Magari                  | Lagos de Moreno, Jalisco             | Salvador "Chava" Reyes                             | –                    |
| Real Olmeca Colotlán         | Real Olmeca Colotlán         | Colotlán, Jalisco                    | Unidad Deportiva Colotlán                          | –                    |
| Tancredi Affa                | Atlético La Mina             | Aguascalientes, Aguascalientes       | Instalaciones Club Necaxa                          | –                    |
| Tlajomulco F.C.              | Tlajomulco F.C.              | Salamanca, Guanajuato                | Unidad Deportiva Norte                             | –                    |
| Unión León                   | Unión León                   | León, Guanajuato                     | Club Empress                                       | –                    |
| Tuzos UAZ "B" (*)            | Tuzos UAZ "B" (*)            | Zacatecas, Zacatecas                 | Universitario Unidad Deportiva Norte               | Tuzos UAZ            |

### Grupo X
| Equipo                       | Nombre registrado            | Ciudad                         | Estadio                             | Club de afiliación |
| ---------------------------- | ---------------------------- | ------------------------------ | ----------------------------------- | ------------------ |
| Acatlán F.C.                 | Acatlán F.C.                 | Acatlán, Jalisco               | Club Juárez                         | –                  |
| Atlético Tecomán             | Atlético Tecomán             | Tecomán, Colima                | Víctor Sevilla Torres               | –                  |
| C.D. Aves Blancas            | C.D. Aves Blancas            | Tepatitlán de Morelos, Jalisco | Corredor Industrial                 | –                  |
| Charales de Chapala          | Charales de Chapala          | Chapala, Jalisco               | Municipal Juan Rayo                 | –                  |
| Escuela de Fútbol Chivas (+) | Escuela de Fútbol Chivas (+) | Zapopan, Jalisco               | Chivas San Rafael                   | C.D. Guadalajara   |
| Mamuts de El Salto           | Mamuts de El Salto           | El Salto, Jalisco              | de los Mamuts                       | –                  |
| Mazorqueros F.C.             | Mazorqueros F.C.             | Zapotlán el Grande, Jalisco    | Municipal Santa Rosa                | –                  |
| Mulos del C.D. Oro           | Mulos del C.D. Oro           | Guadalajara, Jalisco           | Unidad Deportiva La Primavera       | –                  |
| Nuevos Valores de Ocotlán    | Nuevos Valores de Ocotlán    | Ocotlán, Jalisco               | Municipal de Ocotlán                | –                  |
| Palmeros de Colima           | Colegio Guanajuato           | Colima, Colima                 | Colima                              | –                  |
| Picudos de Manzanillo        | Picudos de Manzanillo        | Manzanillo, Colima             | Adolfo López Mateos                 | –                  |
| Queseros de San José         | Queseros de San José         | San José de Gracia, Michoacán  | Juanito Chávez                      | –                  |
| Real Ánimas de Sayula        | Real Ánimas de Sayula        | Sayula, Jalisco                | Unidad Deportiva Gustavo Díaz Ordaz | –                  |
| Real San Cosme               | Real San Cosme               | San Juan de los Lagos, Jalisco | San Martín                          | –                  |
| C.D. Sahuayo                 | C.D. Sahuayo                 | Sahuayo, Michoacán             | Unidad Deportiva Municipal          | Sahuayo F.C.       |
| C.D. Tepatitlán "B" (*)      | C.D. Tepatitlán "B" (*)      | Tepatitlán de Morelos, Jalisco | Tepa Gómez                          | C.D. Tepatitlán    |
| Tornados Tlaquepaque         | Atlético Cocula              | Tlaquepaque, Jalisco           | Deportivo Diablos Tesistan          | –                  |
| Valle del Grullo             | Valle del Grullo             | Tlaquepaque, Jalisco           | San Andrés                          | –                  |
| Vaqueros F.C.                | Vaqueros F.C.                | Guadalajara, Jalisco           | Club Vaqueros Ixtlán C-1            | –                  |
| Volcanes de Colima           | Volcanes de Colima           | Colima, Colima                 | Country Club Manzanillo             | –                  |

### Grupo XI
| Equipo                             | Ciudad                     | Estadio                                  | Club de afiliación |
| ---------------------------------- | -------------------------- | ---------------------------------------- | ------------------ |
| C.F. BADEBA                        | Bahía de Banderas, Nayarit | Unidad Deportiva San José del Valle      | –                  |
| Buscando un Campeón                | Zapopan, Jalisco           | Morumbí Cancha 1                         | –                  |
| Deportivo Cafessa                  | Ameca, Jalisco             | Núcleo Deportivo y de Espectáculos Ameca | –                  |
| Camaroneros de Escuinapa           | Escuinapa, Sinaloa         | Perla Camaronera 2013                    | –                  |
| CEFUT                              | Zapopan, Jalisco           | CEFUT                                    | –                  |
| Cocula F.C.                        | Zapopan, Jalisco           | La Primavera U. de G.                    | –                  |
| Coras F.C. "C" (+)                 | Tepic, Nayarit             | Olímpico Santa Teresita                  | Coras F.C.         |
| Futcenter                          | Tlajomulco, Jalisco        | Futcenter Tlajomulco                     | –                  |
| Gallos Viejos                      | Zapopan, Jalisco           | Sindicato de Telefonistas Sección 2      | –                  |
| Gorilas de Juanacatlán             | Juanacatlán, Jalisco       | Club Juanacatlán                         | –                  |
| C.D. Guadalajara "C" (+)           | Zapopan, Jalisco           | Verde Valle                              | C.D. Guadalajara   |
| Juventud Unidad F.C.               | Guadalajara, Jalisco       | Club Maracaná                            | –                  |
| Los Celtas                         | Zapopan, Jalisco           | Metrogol Parque Metropolitano            | –                  |
| Sufacen Tepic                      | Tepic, Nayarit             | Sufacen Libramiento                      | –                  |
| Teca Huixquilucan                  | Zapopan, Jalisco           | Unidad Deportiva de los Telefonistas     | –                  |
| Tecos F.C.                         | Zapopan, Jalisco           | Tres de Marzo                            | –                  |
| Universidad de Guadalajara "C" (*) | Guadalajara, Jalisco       | La Primavera U. de G.                    | Leones Negros UdeG |
| Xalisco F.C.                       | Xalisco, Nayarit           | Unidad Deportiva Landereñas              | –                  |

### Grupo XII
| Equipo                   | Nombre registrado        | Ciudad                             | Estadio                                 | Club de afiliación |
| ------------------------ | ------------------------ | ---------------------------------- | --------------------------------------- | ------------------ |
| Armadillos de Ebano      | Armadillos de Ebano      | Ébano, San Luis Potosí             | Instituto Tecnológico Superior de Ébano | –                  |
| Atlético Allende         | Atlético Allende         | Allende, Nuevo León                | Allende                                 | –                  |
| Atlético Altamira        | Atlético Altamira        | Altamira, Tamaulipas               | Lázaro Cárdenas                         | –                  |
| Bravos de Nuevo Laredo   | Bravos de Nuevo Laredo   | Nuevo Laredo, Tamaulipas           | Unidad Deportiva Benito Juárez          | –                  |
| Bucaneros de Matamoros   | Bucaneros de Matamoros   | Matamoros, Tamaulipas              | Pedro Salazar Maldonado                 | –                  |
| Celestes F.C.            | Celestes F.C.            | Tampico, Tamaulipas                | Unidad Deportiva Tampico                | –                  |
| Correcaminos UAT "C" (+) | Correcaminos UAT "C" (+) | Ciudad Victoria, Tamaulipas        | Eugenio Alvizo Porras                   | Correcaminos UAT   |
| Gavilanes de Matamoros   | Gavilanes de Matamoros   | Matamoros, Tamaulipas              | Estadio El Hogar                        | –                  |
| Halcones de Saltillo     | San Isidro Laguna        | Saltillo, Coahuila                 | Olímpico Francisco I. Madero            | –                  |
| Leones Blancos F.C.      | Leones Blancos F.C.      | Cadereyta, Nuevo León              | Alfonso Martínez Domínguez              | –                  |
| Panteras Negras GNL      | Panteras Negras GNL      | Guadalupe, Nuevo León              | Unidad Deportiva La Talaverna           | –                  |
| Saltillo Soccer F.C.     | Saltillo Soccer F.C.     | Saltillo, Coahuila                 | Olímpico Francisco I. Madero            | –                  |
| Tigres SD (+)            | Tigres SD (+)            | Zuazua, Nuevo León                 | La Cueva                                | Tigres UANL        |
| Titanes de Saltillo "B"  | Pato Baeza F.C.          | Saltillo, Coahuila                 | Olímpico Francisco I. Madero            | –                  |
| Troyanos UDEM            | Troyanos UDEM            | San Pedro Garza García, Nuevo León | Universidad de Monterrey                | –                  |

### Grupo XIII
| Equipo                      | Ciudad                              | Estadio                    | Club de afiliación   |
| --------------------------- | ----------------------------------- | -------------------------- | -------------------- |
| Atlético Culiacán           | Costa Rica, Sinaloa                 | Antonio Rosales            | –                    |
| Águilas UAS                 | Culiacán, Sinaloa                   | Universitario UAS          | –                    |
| Cimarrones de Sonora "C"    | Hermosillo, Sonora                  | Cancha Sauceda Aarón Gamal | Cimarrones de Sonora |
| Diablos Azules de Guasave   | Guasave, Sinaloa                    | Guasave 89                 | –                    |
| Dorados de Sinaloa "C"      | Culiacán, Sinaloa                   | Instalaciones de Sagarpa   | Dorados de Sinaloa   |
| Guerreros de Obregón        | Ciudad Obregón, Sonora              | Manuel Piri Sagasta        | –                    |
| Guerreros Pericúes          | Cabo San Lucas, Baja California Sur | Don Koll                   | –                    |
| Héroes de Caborca           | Caborca, Sonora                     | Fidencio Hernández         | –                    |
| Pelícanos de Puerto Peñasco | Puerto Peñasco, Sonora              | La Unidad                  | –                    |
| Titanes de Nogales          | Nogales, Sonora                     | Jesús Jegar García         | –                    |
| Xolos de Hermosillo         | Hermosillo, Sonora                  | Cancha Sauceda Aarón Gamal | Club Tijuana         |

### Grupo XIV
| Equipo                         | Nombre registrado              | Ciudad                   | Estadio                                  | Club de afiliación |
| ------------------------------ | ------------------------------ | ------------------------ | ---------------------------------------- | ------------------ |
| Chinarras de Aldama            | Chinarras de Aldama            | Aldama, Chihuahua        | Municipal Víctor Alba Rojo               | –                  |
| Constructores de Gómez Palacio | Constructores de Gómez Palacio | Gómez Palacio, Durango   | Unidad Deportiva Francisco Gómez Palacio | –                  |
| Cobras Futbol Premier          | Cobras Futbol Premier          | Ciudad Juárez, Chihuahua | 20 de Noviembre                          | –                  |
| Dorados de Villa               | F.C. Toros                     | Durango, Durango         | Francisco Zarco                          | –                  |
| Fut-Car                        | Fut-Car                        | Durango, Durango         | El Establo                               | –                  |
| La Tribu de Ciudad Juárez      | La Tribu de Ciudad Juárez      | Ciudad Juárez, Chihuahua | 20 de Noviembre                          | –                  |
| Meloneros de Matamoros         | Meloneros de Matamoros         | Matamoros, Coahuila      | Olímpico Matamoros                       | –                  |
| Soles de Ciudad Juárez         | Soles de Ciudad Juárez         | Ciudad Juárez, Chihuahua | 20 de Noviembre                          | –                  |
| Dorados UACH "B" (+)           | Dorados UACH "B" (+)           | Chihuahua, Chihuahua     | Estadio Olímpico (UACH)                  | Dorados UACH       |

## Tablas generales

### Grupo I
| Pos. | Equipo                         | Pts. | PJ | G  | E  | P  | GF | GC | Dif. | Clasificación      |
| ---- | ------------------------------ | ---- | -- | -- | -- | -- | -- | -- | ---- | ------------------ |
| 1    | Deportiva Venados              | 56   | 26 | 17 | 3  | 6  | 54 | 26 | +28  | Fase final Etapa 2 |
| 2    | Inter Playa "B"                | 55   | 26 | 16 | 5  | 5  | 57 | 30 | +27  | Fase final Etapa 1 |
| 3    | Pioneros Junior                | 55   | 26 | 16 | 4  | 6  | 43 | 25 | +18  | Fase final Etapa 1 |
| 4    | Corsarios de Campeche          | 53   | 26 | 15 | 5  | 6  | 34 | 20 | +14  | Fase final Etapa 1 |
| 5    | Cantera Venados                | 45   | 26 | 10 | 10 | 6  | 43 | 30 | +13  | Fase final Etapa 1 |
| 6    | Caimanes de Cancún             | 43   | 26 | 12 | 5  | 9  | 40 | 33 | +7   |                    |
| 7    | Yalmakan F.C. "B"              | 38   | 26 | 11 | 4  | 11 | 44 | 45 | −1   |                    |
| 8    | Campeche F.C. Nueva Generación | 36   | 26 | 10 | 5  | 11 | 45 | 41 | +4   |                    |
| 9    | Atlético de Madrid México      | 33   | 26 | 8  | 6  | 12 | 43 | 49 | −6   |                    |
| 10   | Cozumel F.C. Tres Toños        | 33   | 26 | 8  | 7  | 11 | 28 | 41 | −13  |                    |
| 11   | Chetumal                       | 32   | 26 | 8  | 6  | 12 | 27 | 35 | −8   |                    |
| 12   | Atlético Newell Mérida         | 27   | 26 | 7  | 3  | 16 | 25 | 41 | −16  |                    |
| 13   | Héroes de Zaci                 | 25   | 26 | 6  | 5  | 15 | 24 | 40 | −16  |                    |
| 14   | Ejidatarios de Bonfil          | 12   | 26 | 3  | 2  | 21 | 22 | 73 | −51  |                    |

 Fuente: Tercera División

#### Fase final

##### Etapa 1
| 3 de mayo de 2017, 16:45 (UTC-5) | Cantera Venados | 1:1 1:1) | Inter Playa   | Estadio Carlos Iturralde Rivero, Mérida, Yucatán                  |                                                                   |
|                                  | J. Ramírez 36'  | Reporte  | A. Herrera 7' | Asistencia: 200 espectadores Árbitro(s): Jean Pierre Salcedo Vaca | Asistencia: 200 espectadores Árbitro(s): Jean Pierre Salcedo Vaca |

| 6 de mayo de 2017, 16:00 (UTC-5)                           | Inter Playa | 0:3 (0:2) | Cantera Venados                       | Unidad Deportiva Rivera Maya, Playa del Carmen, Quintana Roo       |                                                                    |
|                                                            |             | Reporte   | M. Rossello 29', 76' · V. Peniche 32' | Asistencia: 500 espectadores Árbitro(s): José Pablo Angulo Rosales | Asistencia: 500 espectadores Árbitro(s): José Pablo Angulo Rosales |
| Con marcador global de 4-1, Venados FC avanza a la Etapa 2 |             |           |                                       |                                                                    |                                                                    |

| 4 de mayo de 2017, 16:00 (UTC-5) | Corsarios | 0:0     | Pioneros Junior | Estadio Universitario Campeche, Campeche, Campeche                   |                                                                      |
|                                  |           | Reporte |                 | Asistencia: 150 espectadores Árbitro(s): Carlos Santiago Cauich Poot | Asistencia: 150 espectadores Árbitro(s): Carlos Santiago Cauich Poot |

| 7 de mayo de 2017, 16:00 (UTC-5)                                | Pioneros Junior                 | 2:0 (1:0) | Corsarios | Estadio Cancún 86, Cancún, Quintana Roo                          |                                                                  |
|                                                                 | J. Tlapa 35' · J. Cervantes 59' | Reporte   |           | Asistencia: 300 espectadores Árbitro(s): Jorge Carlos Ortiz León | Asistencia: 300 espectadores Árbitro(s): Jorge Carlos Ortiz León |
| Con marcador global de 2-0, Pioneros Junior avanza a la Etapa 2 |                                 |           |           |                                                                  |                                                                  |

##### Etapa 2
| 10 de mayo de 2017, 17:45 (UTC-5) | Cantera Venados | 1:1 (1:1) | Deportiva Venados | Estadio Carlos Iturralde Rivero, Mérida, Yucatán                     |                                                                      |
|                                   | M. Rossello 30' | Reporte   | A. Tapia 4'       | Asistencia: 550 espectadores Árbitro(s): Carlos Santiago Cauich Poot | Asistencia: 550 espectadores Árbitro(s): Carlos Santiago Cauich Poot |

| 13 de mayo de 2017, 15:00 (UTC-5)                          | Deportiva Venados | 0:1 (0:1) | Cantera Venados | Estadio Alfonso Diego Molina, Mérida, Yucatán                           |                                                                         |
|                                                            |                   | Reporte   | J. Ramírez 22'  | Asistencia: 1 000 espectadores Árbitro(s): Julio César Flores Rodríguez | Asistencia: 1 000 espectadores Árbitro(s): Julio César Flores Rodríguez |
| Con marcador global de 2-1, Venados FC avanza a la Etapa 3 |                   |           |                 |                                                                         |                                                                         |

##### Etapa 3
| 18 de mayo de 2017, 17:45 (UTC-5) | Cantera Venados | 1:2 (1:1) | Pioneros Junior                  | Estadio Carlos Iturralde Rivero, Mérida, Yucatán                      |                                                                       |
|                                   | M. Rossello 18' | Reporte   | H. Estupiñan 30' · J. Guzmán 84' | Asistencia: 1 200 espectadores Árbitro(s): Wilberth Ulises Flores Cob | Asistencia: 1 200 espectadores Árbitro(s): Wilberth Ulises Flores Cob |

| 21 de mayo de 2017, 16:00 (UTC-5)                                                                                        | Pioneros Junior  | 1:2 (0:0) (2:3 p.) | Cantera Venados                  | Estadio Cancún 86, Cancún, Quintana Roo                            |                                                                    |
| | J. Cervantes 58' | Reporte            | A. González 61' · J. Ramírez 80' | Asistencia: 2 500 espectadores Árbitro(s): Jorge Carlos Ortiz León | Asistencia: 2 500 espectadores Árbitro(s): Jorge Carlos Ortiz León |
| Pese a empatar 3-3 en el marcador global, Cantera Venados avanza a la siguiente ronda tras ganar 3-2 en tanda de penales |                  |                    |                                  |                                                                    |                                                                    |

### Grupo II
| Pos. | Equipo                       | Pts. | PJ | G  | E | P  | GF | GC | Dif. | Clasificación      |
| ---- | ---------------------------- | ---- | -- | -- | - | -- | -- | -- | ---- | ------------------ |
| 1    | Cruz Azul Lagunas            | 47   | 20 | 14 | 3 | 3  | 49 | 22 | +27  | Fase final Etapa 2 |
| 2    | Azucareros de Tezonapa       | 41   | 20 | 10 | 6 | 4  | 28 | 16 | +12  |                    |
| 3    | Halcones Marinos de Veracruz | 37   | 20 | 10 | 6 | 4  | 34 | 25 | +9   |                    |
| 4    | Delfines UGM                 | 36   | 20 | 10 | 5 | 5  | 33 | 20 | +13  | Fase final Etapa 2 |
| 5    | Atlético Acayucan            | 36   | 20 | 8  | 7 | 5  | 39 | 31 | +8   |                    |
| 6    | Cafetaleros de Xalapa        | 27   | 20 | 7  | 4 | 9  | 33 | 38 | −5   |                    |
| 7    | Jaguares de la 48            | 25   | 20 | 6  | 5 | 9  | 34 | 35 | −1   | Fase final Etapa 2 |
| 8    | Atlético Boca del Río        | 24   | 20 | 5  | 6 | 9  | 27 | 38 | −11  | Fase final Etapa 2 |
| 9    | Dragones de Tabasco          | 20   | 20 | 2  | 9 | 9  | 20 | 31 | −11  |                    |
| 10   | Atlético Ixtepec             | 19   | 20 | 6  | 1 | 13 | 26 | 48 | −22  |                    |
| 11   | Atlético Tonalá              | 18   | 20 | 4  | 4 | 12 | 20 | 39 | −19  |                    |

 Fuente: Tercera División
Notas:
1. 1 2 3 4  Equipo excluido de la liguilla por mantener deudas ante la Liga y/o la FMF

#### Fase final

##### Etapa 2
| 6 de mayo de 2017, 11:00 (UTC-5) | Jaguares de la 48            | 2:2 (1:2) | Delfines UGM        | Estadio Sergio Lira Gallardo, Reforma, Chiapas                     |                                                                    |
|                                  | J. López 18' · C. Sigall 85' | Reporte   | M. Alegría 23', 36' | Asistencia: 500 espectadores Árbitro(s): Edgar Iván Arenas Peralta | Asistencia: 500 espectadores Árbitro(s): Edgar Iván Arenas Peralta |

| 13 de mayo de 2017, 13:00 (UTC-5)                          | Delfines UGM                               | 3:0 (3:0) | Jaguares de la 48 | Estadio UGM, Orizaba, Veracruz                                   |                                                                  |
|                                                            | M. Mozo 1' · A. Villa 14' · I. Ramírez 44' | Reporte   |                   | Asistencia: 300 espectadores Árbitro(s): Alan Manuel Pérez Ortiz | Asistencia: 300 espectadores Árbitro(s): Alan Manuel Pérez Ortiz |
| Con marcador global de 5-2, Delfines UGM pasa a la Etapa 3 |                                            |           |                   |                                                                  |                                                                  |

| 6 de mayo de 2017, 16:00 (UTC-5) | Atlético Boca del Río | 1:3 (0:3) | Cruz Azul Lagunas                                  | U. Dep. Hugo Sánchez Márquez, Boca del Río, Veracruz                     |                                                                          |
|                                  | E. Palomares 87'      | Reporte   | J. Martínez 2' · E. Navarrete 32' · R. Higashi 43' | Asistencia: 200 espectadores Árbitro(s): Guillermo Michel Álvarez Górriz | Asistencia: 200 espectadores Árbitro(s): Guillermo Michel Álvarez Górriz |

| 13 de mayo de 2017, 15:00 (UTC-5)                                   | Cruz Azul Lagunas                        | 3:1 (1:0) | Atlético Boca del Río | Estadio Cruz Azul, Lagunas, Oaxaca                                        |                                                                           |
|                                                                     | E. Navarrete 16', 56' · E. Izquierdo 48' | Reporte   | J. Monroy 40'         | Asistencia: 200 espectadores Árbitro(s): Eduardo Adrián Vázquez Hernández | Asistencia: 200 espectadores Árbitro(s): Eduardo Adrián Vázquez Hernández |
| Con marcador global de 6-2, Cruz Azul Lagunas avanza a la Etapa 3.º |                                          |           |                       |                                                                           |                                                                           |

##### Etapa 3
| 17 de mayo de 2017, 15:00 (UTC-5) | Delfines UGM  | 1:1 (0:0) | Cruz Azul Lagunas | Estadio UGM, Orizaba, Veracruz                              |                                                             |
|                                   | V. Guerra 92' | Reporte   | D. Villa 77'      | Asistencia: 700 espectadores Árbitro(s): Saúl Zurita Suárez | Asistencia: 700 espectadores Árbitro(s): Saúl Zurita Suárez |

| 20 de mayo de 2017, 15:00 (UTC-5)                                         | Cruz Azul Lagunas     | 2:0 (1:0) | Delfines UGM | Estadio Cruz Azul, Lagunas, Oaxaca                                   |                                                                      |
|                                                                           | E. Izquierdo 44', 47' | Reporte   |              | Asistencia: 300 espectadores Árbitro(s): Wilfrido de la Cruz Pacheco | Asistencia: 300 espectadores Árbitro(s): Wilfrido de la Cruz Pacheco |
| Con marcador global de 3-1, Cruz Azul Lagunas avanza a la Fase Intergrupo |                       |           |              |                                                                      |                                                                      |

### Grupo III
| Pos. | Equipo                          | Pts. | PJ | G  | E | P  | GF | GC  | Dif. | Clasificación      |
| ---- | ------------------------------- | ---- | -- | -- | - | -- | -- | --- | ---- | ------------------ |
| 1    | Universidad del Golfo de México | 85   | 34 | 25 | 7 | 2  | 87 | 21  | +66  | Fase final Etapa 1 |
| 2    | Albinegros de Orizaba "B"       | 81   | 34 | 25 | 5 | 4  | 69 | 17  | +52  | Fase final Etapa 1 |
| 3    | Cefor Cuauhtémoc Blanco         | 79   | 34 | 22 | 7 | 5  | 74 | 22  | +52  | Fase final Etapa 1 |
| 4    | SEP Puebla                      | 79   | 34 | 23 | 5 | 6  | 81 | 31  | +50  | Fase final Etapa 1 |
| 5    | Tigres Dorados MRCI             | 76   | 34 | 21 | 9 | 4  | 64 | 24  | +40  | Fase final Etapa 1 |
| 6    | Puebla SAI                      | 72   | 34 | 23 | 3 | 8  | 83 | 40  | +43  | Fase final Etapa 1 |
| 7    | Limoneros de Fútbol             | 64   | 34 | 20 | 3 | 11 | 64 | 34  | +30  |                    |
| 8    | C.D. Poza Rica                  | 60   | 34 | 17 | 6 | 11 | 57 | 37  | +20  |                    |
| 9    | Langostineros de Atoyac         | 56   | 34 | 15 | 7 | 12 | 68 | 55  | +13  |                    |
| 10   | Córdoba F.C.                    | 45   | 34 | 10 | 9 | 15 | 48 | 53  | −5   |                    |
| 11   | Reales de Puebla                | 35   | 34 | 11 | 1 | 22 | 53 | 68  | −15  |                    |
| 12   | F.C. Los Ángeles                | 34   | 34 | 10 | 4 | 20 | 55 | 57  | −2   |                    |
| 13   | Tehuacán                        | 34   | 34 | 7  | 9 | 18 | 29 | 56  | −27  |                    |
| 14   | Star Club                       | 32   | 34 | 7  | 9 | 18 | 50 | 77  | −27  |                    |
| 15   | Sultanes de Tamazunchale        | 32   | 34 | 10 | 1 | 23 | 48 | 83  | −35  |                    |
| 16   | Deportivo Anlesjeroka           | 30   | 34 | 7  | 5 | 22 | 24 | 61  | −37  |                    |
| 17   | Deportivo Ixmiquilpan           | 15   | 34 | 3  | 4 | 27 | 28 | 118 | −90  |                    |
| 18   | Héroes de Veracruz              | 8    | 34 | 2  | 2 | 30 | 14 | 142 | −128 |                    |

 Fuente: Tercera División

#### Fase final

##### Etapa 1
| 3 de mayo de 2017, 11:00 (UTC-5) | SEP Puebla    | 1:0 (0:0) | Cefor Cuauhtémoc Blanco | Deportivo Cholula, San Pedro Cholula, Puebla                         |                                                                      |
|                                  | J. Valera 56' | Reporte   |                         | Asistencia: 40 espectadores Árbitro(s): Hugo Alberto González Acosta | Asistencia: 40 espectadores Árbitro(s): Hugo Alberto González Acosta |

| 6 de mayo de 2017, 13:00 (UTC-5)                           | Cefor Cuauhtémoc Blanco | 0:1 (0:0) | SEP Puebla    | Nido Águila, Huauchinango, Puebla                             |                                                               |
|                                                            |                         | Reporte   | J. Valera 87' | Asistencia: 350 espectadores Árbitro(s): Moisés Clement Lezma | Asistencia: 350 espectadores Árbitro(s): Moisés Clement Lezma |
| Con marcador global de 2-0, SEP Puebla avanza a la Etapa 2 |                         |           |               |                                                               |                                                               |

| 3 de mayo de 2017, 12:00 (UTC-5) | Puebla SAI | 0:2 (0:2) | Universidad del Golfo        | N/D, Puebla, Puebla                                                 |                                                                     |
|                                  |            | Reporte   | M. Zilli 5' · J. Sánchez 44' | Asistencia: 200 espectadores Árbitro(s): Víctor Hugo Arroyo Sánchez | Asistencia: 200 espectadores Árbitro(s): Víctor Hugo Arroyo Sánchez |

| 6 de mayo de 2017, 13:00 (UTC-5)                                                | Universidad del Golfo           | 2:0 (1:0) | Puebla SAI | Universitario UGM, Orizaba, Veracruz                             |                                                                  |
|                                                                                 | S. Sánchez 43' · J. Sánchez 54' | Reporte   |            | Asistencia: 200 espectadores Árbitro(s): Alan Manuel Pérez Ortiz | Asistencia: 200 espectadores Árbitro(s): Alan Manuel Pérez Ortiz |
| Con marcador global de 4-0, Universidad del Golfo de México avanza a la Etapa 2 |                                 |           |            |                                                                  |                                                                  |

| 3 de mayo de 2017, 16:00 (UTC-5) | Tigres Dorados MRCI              | 2:0 (1:0) | Albinegros "b" | Cancha MRCI Tlacochahuaya, San Jerónimo Tlacochahuaya, Oaxaca |                                                               |
|                                  | A. Hernández 38' · I. Chávez 59' | Reporte   |                | Asistencia: 1 000 espectadores Árbitro(s): Saúl Zurita Suárez | Asistencia: 1 000 espectadores Árbitro(s): Saúl Zurita Suárez |

| 6 de mayo de 2017, 12:00 (UTC-5)                                                                   | Albinegros "B"              | 2:0 (1:0) (3:2 p.) | Tigres Dorados MRCI | Estadio Socum, Orizaba, Veracruz                                   |                                                                    |
| | Z. Guzmán 31' · J. Loyo 66' | Reporte            |                     | Asistencia: 500 espectadores Árbitro(s): Juan Alberto Ramírez Meza | Asistencia: 500 espectadores Árbitro(s): Juan Alberto Ramírez Meza |
| Pese a empatar 2-2 en el marcador global, Albinegros avanza a la Etapa 2 tras ganar 3-2 en penales |                             |                    |                     |                                                                    |                                                                    |

##### Etapa 2
| 10 de mayo de 2017, 12:00 (UTC-5) | SEP Puebla | 0:0     | Albinegros "C" | Complejo Deportivo Los Olivos, Puebla, Puebla                    |                                                                  |
|                                   |            | Reporte |                | Asistencia: 200 espectadores Árbitro(s): José Vieyra Ribadeneyra | Asistencia: 200 espectadores Árbitro(s): José Vieyra Ribadeneyra |

| 13 de mayo de 2017, 12:00 (UTC-5)                          | Albinegros "C"                | 2:0 (0:0) | SEP Puebla | Estadio Socum, Orizaba, Veracruz                                         |                                                                          |
|                                                            | J. Osorio 85' · Z. Guzmán 93' | Reporte   |            | Asistencia: 600 espectadores Árbitro(s): Yahir Sebastián Cabrera Morales | Asistencia: 600 espectadores Árbitro(s): Yahir Sebastián Cabrera Morales |
| Con marcador global de 2-0, Albinegros avanza a la Etapa 3 |                               |           |            |                                                                          |                                                                          |

##### Etapa 3
| 17 de mayo de 2017, 13:00 (UTC-5) | Albinegros "C"                     | 2:1 (1:1) | Universidad del Golfo | Estadio Socum, Orizaba, Veracruz                                |                                                                 |
|                                   | B. Martínez 44' · C. Hernández 74' | Reporte   | J. Carmona 24'        | Asistencia: 1 500 espectadores Árbitro(s): Moisés Clement Lezma | Asistencia: 1 500 espectadores Árbitro(s): Moisés Clement Lezma |

| 20 de mayo de 2017, 13:00 (UTC-5)                                 | Universidad del Golfo | 0:2 (0:0) | Albinegros "B"                | Estadio Universitario UGM, Orizaba, Veracruz                     |                                                                  |
|                                                                   |                       | Reporte   | M. Flores 60' · Z. Guzmán 85' | Asistencia: 2 000 espectadores Árbitro(s): Mario Terrazas Chávez | Asistencia: 2 000 espectadores Árbitro(s): Mario Terrazas Chávez |
| Con marcador global de 4-1, Albinegros avanza a la Fase Integrupo |                       |           |                               |                                                                  |                                                                  |

### Grupo IV
| Pos. | Equipo                    | Pts. | PJ | G  | E  | P  | GF  | GC  | Dif. | Clasificación        |
| ---- | ------------------------- | ---- | -- | -- | -- | -- | --- | --- | ---- | -------------------- |
| 1    | Sporting Canamy "B"       | 95   | 34 | 30 | 3  | 1  | 115 | 21  | +94  | Fase final Etapa 1   |
| 2    | AEM "B"                   | 90   | 34 | 28 | 4  | 2  | 101 | 21  | +80  | Fase final Etapa 1   |
| 3    | Marina                    | 77   | 34 | 24 | 3  | 7  | 75  | 37  | +38  | Fase final Etapa 1   |
| 4    | Lobos BUAP "C"            | 73   | 34 | 20 | 8  | 6  | 82  | 31  | +51  | Fase final Etapa 1   |
| 5    | Alebrijes de Oaxaca "B"   | 72   | 34 | 21 | 5  | 8  | 74  | 38  | +36  | Liguilla de filiales |
| 6    | Ángeles de la Ciudad      | 65   | 34 | 20 | 4  | 10 | 105 | 45  | +60  | Fase final Etapa 1   |
| 7    | Azules de la Sección 26   | 62   | 34 | 18 | 5  | 11 | 59  | 48  | +11  | Fase final Etapa 1   |
| 8    | Castores Gobrantacto      | 53   | 33 | 15 | 5  | 13 | 60  | 51  | +9   |                      |
| 9    | Álamos F.C.               | 52   | 34 | 14 | 7  | 13 | 52  | 48  | +4   |                      |
| 10   | Unión Magdalena Contreras | 44   | 34 | 11 | 7  | 16 | 51  | 52  | −1   |                      |
| 11   | Cefor Chaco Giménez       | 38   | 34 | 8  | 10 | 16 | 57  | 72  | −15  |                      |
| 12   | Morelos Ecatepec          | 38   | 34 | 9  | 8  | 17 | 43  | 69  | −26  |                      |
| 13   | Santa Rosa                | 33   | 34 | 5  | 11 | 18 | 35  | 69  | −34  |                      |
| 14   | Halcones Zúñiga           | 32   | 34 | 7  | 8  | 19 | 42  | 75  | −33  |                      |
| 15   | San José del Arenal       | 31   | 33 | 8  | 6  | 19 | 37  | 96  | −59  |                      |
| 16   | Águilas de Teotihuacán    | 28   | 34 | 7  | 4  | 23 | 36  | 90  | −54  |                      |
| 17   | Ajax Jiutepec             | 24   | 34 | 4  | 8  | 22 | 23  | 71  | −48  |                      |
| 18   | Novillos Neza             | 8    | 34 | 1  | 4  | 29 | 13  | 126 | −113 |                      |

 Fuente: Tercera División

#### Fase final

##### Etapa 1
| 3 de mayo de 2017, 11:00 (UTC-5) | Azules de la Sección 26 | 0:1 (1:0) | Sporting Canamy "B" | Deportivo Francisco Zarco, Ciudad de México                           |                                                                       |
|                                  |                         | Reporte   | E. Torres 17'       | Asistencia: 150 espectadores Árbitro(s): José Manuel Quintero Miranda | Asistencia: 150 espectadores Árbitro(s): José Manuel Quintero Miranda |

| 6 de mayo de 2017, 11:00 (UTC-5)                                                                        | Sporting Canamy "B"                                  | 4:1 (1:1) | Azules de la Sección 26 | Estadio Valentín González, Ciudad de México                                    |                                                                                |
| | J. Espinoza 1' · C. Maya 48' · U. Santillán 62', 77' | Reporte   | A. Delgado 14'          | Asistencia: 150 espectadores Árbitro(s): Santos Sebastián Garay Pérez Martínez | Asistencia: 150 espectadores Árbitro(s): Santos Sebastián Garay Pérez Martínez |
| Con marcador global de 5-1, Sporting Canamy avanza a la Etapa 3 por tener la mayor diferencia en global |                                                      |           |                         |                                                                                |                                                                                |

| 3 de mayo de 2017, 11:00 (UTC-5) | Ángeles de la Ciudad | 1:0 (1:0) | AEM "B" | Deportivo Rosario Iglesias Rocha, Ciudad de México                      |                                                                         |
|                                  | E. Rangel 42'        | Reporte   |         | Asistencia: 100 espectadores Árbitro(s): Antonio de Jesús Aguilar Gómez | Asistencia: 100 espectadores Árbitro(s): Antonio de Jesús Aguilar Gómez |

| 6 de mayo de 2017, 11:00 (UTC-5)                    | AEM "B"                                                          | 4:0 (1:0) | Ángeles de la Ciudad | Estadio Hugo Sánchez, Cuautitlán Izcalli, Estado de México |                                                            |
|                                                     | G. Mora 22' · E. Gutiérrez 49' · J. Gutiérrez 59' · E. Soria 75' | Reporte   |                      | Asistencia: 500 espectadores Árbitro(s): Andrés López Díaz | Asistencia: 500 espectadores Árbitro(s): Andrés López Díaz |
| Con marcador global de 4-1, AEM avanza a la Etapa 2 |                                                                  |           |                      |                                                            |                                                            |

| 4 de mayo de 2017, 11:00 (UTC-5) | Lobos BUAP "C" | 0:1 (0:1) | Club Marina     | Estadio Universitario BUAP, Puebla, Puebla                             |                                                                        |
|                                  |                | Reporte   | U. Romualdo 11' | Asistencia: 100 espectadores Árbitro(s): Aldair Salvador Cortés Flores | Asistencia: 100 espectadores Árbitro(s): Aldair Salvador Cortés Flores |

| 6 de mayo de 2017, 16:00 (UTC-5)                       | Club Marina     | 1:1 (0:1) | Lobos BUAP "C"   | Estadio Valentín González, Ciudad de México                        |                                                                    |
|                                                        | C. Olivares 65' | Reporte   | Y. Hernández 20' | Asistencia: 200 espectadores Árbitro(s): Marco Antonio Vega Méndez | Asistencia: 200 espectadores Árbitro(s): Marco Antonio Vega Méndez |
| Con marcador global de 2-1, Marina avanza a la Etapa 2 |                 |           |                  |                                                                    |                                                                    |

##### Etapa 2
| 10 de mayo de 2017, 11:00 (UTC-5) | Club Marina | 0:0     | AEM "B" | Estadio Valentín González, Ciudad de México                           |                                                                       |
|                                   |             | Reporte |         | Asistencia: 100 espectadores Árbitro(s): Vicente Jassiel Reynoso Arce | Asistencia: 100 espectadores Árbitro(s): Vicente Jassiel Reynoso Arce |

| 13 de mayo de 2017, 11:00 (UTC-5)                   | AEM "B"     | 1:0 (1:0) | Club Marina | Estadio Hugo Sánchez, Cuautitlán Izcalli, Estado de México    |                                                               |
|                                                     | A. Lemus 6' | Reporte   |             | Asistencia: 250 espectadores Árbitro(s): Moisés Clement Lezma | Asistencia: 250 espectadores Árbitro(s): Moisés Clement Lezma |
| Con marcador global de 1-0, AEM avanza a la Etapa 3 |             |           |             |                                                               |                                                               |

##### Etapa 3
| 17 de mayo de 2017, 11:00 (UTC-5) | AEM "B" | 0:0     | Sporting Canamy "B" | Estadio Hugo Sánchez, Cuautitlán Izcalli, Estado de México            |                                                                       |
|                                   |         | Reporte |                     | Asistencia: 200 espectadores Árbitro(s): Carlos Eduardo Zurita Romero | Asistencia: 200 espectadores Árbitro(s): Carlos Eduardo Zurita Romero |

| 20 de mayo de 2017, 11:00 (UTC-5)                                       | Sporting Canamy "B"                         | 3:0 (1:0) | AEM "B" | Estadio Valentín González, Ciudad de México                                  |                                                                              |
|                                                                         | E. Torres 7' · O. Ramírez 47' · A. Gama 78' | Reporte   |         | Asistencia: 300 espectadores Árbitro(s): Abraham de Jesús Quirarte Contreras | Asistencia: 300 espectadores Árbitro(s): Abraham de Jesús Quirarte Contreras |
| Con marcador global de 3-0, Sporting Canamy avanza a la Fase Intergrupo |                                             |           |         |                                                                              |                                                                              |

### Grupo V
| Pos. | Equipo                     | Pts. | PJ | G  | E | P  | GF | GC | Dif. | Clasificación      |
| ---- | -------------------------- | ---- | -- | -- | - | -- | -- | -- | ---- | ------------------ |
| 1    | Potros UAEM "B"            | 56   | 24 | 15 | 8 | 1  | 52 | 14 | +38  | Fase final Etapa 2 |
| 2    | Fuerza Mazahua             | 56   | 24 | 17 | 4 | 3  | 38 | 12 | +26  | Fase final Etapa 2 |
| 3    | CDH Histeria               | 46   | 24 | 11 | 8 | 5  | 52 | 28 | +24  | Fase final Etapa 2 |
| 4    | Atlético UEFA              | 42   | 24 | 11 | 6 | 7  | 42 | 33 | +9   | Fase final Etapa 2 |
| 5    | Deportivo Metepec          | 42   | 24 | 9  | 9 | 6  | 29 | 23 | +6   |                    |
| 6    | Atlante "B"                | 39   | 24 | 10 | 6 | 8  | 35 | 25 | +10  |                    |
| 7    | Estudiantes de Atlacomulco | 32   | 24 | 8  | 8 | 8  | 35 | 35 | 0    |                    |
| 8    | C.D. Jilotepec             | 34   | 24 | 9  | 6 | 9  | 41 | 39 | +2   |                    |
| 9    | Deportivo Calimaya         | 34   | 24 | 8  | 8 | 8  | 27 | 31 | −4   |                    |
| 10   | Deportivo Vallesano        | 30   | 24 | 8  | 5 | 11 | 28 | 37 | −9   |                    |
| 11   | Halcones de Rayón          | 28   | 24 | 5  | 7 | 12 | 22 | 35 | −13  |                    |
| 12   | C.D. Tejupilco             | 18   | 24 | 2  | 7 | 15 | 24 | 53 | −29  |                    |
| 13   | Tulyehualco F.C.           | 6    | 24 | 2  | 0 | 22 | 14 | 74 | −60  |                    |

 Fuente: Tercera División

#### Fase final

##### Etapa 2
| 6 de mayo de 2017, 12:00 (UTC-5) | Atlético UEFA | 0:2 (0:2) | Potros UAEM "B"                 | Unidad Deportiva Cartagena, Tultitlán, Estado de México       |                                                               |
|                                  |               | Reporte   | J. Sánchez 62' · M. Sánchez 66' | Asistencia: 300 espectadores Árbitro(s): Erik González Suárez | Asistencia: 300 espectadores Árbitro(s): Erik González Suárez |

| 13 de mayo de 2017, 11:00 (UTC-5)                                                         | Potros UAEM "B"                  | 2:0 (1:0) | Atlético UEFA | Estadio Alberto "Chivo" Córdoba, Toluca                               |                                                                       |
|                                                                                           | C. González 14' · J. Sánchez 70' | Reporte   |               | Asistencia: 300 espectadores Árbitro(s): Carlos Eduardo Zurita Romero | Asistencia: 300 espectadores Árbitro(s): Carlos Eduardo Zurita Romero |
| Con marcador global de 4-0, Universidad Autónoma del Estado de México avanza a la Etapa 3 |                                  |           |               |                                                                       |                                                                       |

| 6 de mayo de 2017, 13:00 (UTC-5) | CDH Histeria                                     | 3:2 (2:1) | Fuerza Mazahua             | N/D,                                                              |                                                                   |
|                                  | J. Galicia 1' · L. Rosales 20' · J. González 70' | Reporte   | J. Gil 41' · J. García 68' | Asistencia: 200 espectadores Árbitro(s): Oscar Yair Toledo Pineda | Asistencia: 200 espectadores Árbitro(s): Oscar Yair Toledo Pineda |

| 13 de mayo de 2017, 15:00 (UTC-5)                   | Fuerza Mazahua | 1:1 (1:0) | CDH Histeria  | Estadio Municipal de Ixtlahuaca, Ixtlahuaca, Estado de México |                                                               |
|                                                     | L. Mendoza 15' | Reporte   | L. Curiel 67' | Asistencia: 500 espectadores Árbitro(s): Erik González Suárez | Asistencia: 500 espectadores Árbitro(s): Erik González Suárez |
| Con marcador global de 4-3, CDH avanza a la Etapa 3 |                |           |               |                                                               |                                                               |

##### Etapa 3
| 17 de mayo de 2017, 13:00 (UTC-5) | CDH Histeria                    | 2:0 (1:0) | Potros UAEM "B" | N/D,                                                                  |                                                                       |
|                                   | A. Blancas 22' · L. Rosales 76' | Reporte   |                 | Asistencia: 200 espectadores Árbitro(s): Vicente Jassiel Reynoso Arce | Asistencia: 200 espectadores Árbitro(s): Vicente Jassiel Reynoso Arce |

| 20 de mayo de 2017, 11:00 (UTC-5)                            | Potros UAEM "B" | 1:0 (1:0) | CDH Histeria | Estadio Alberto "Chivo" Córdoba, Toluca, Estado de México                  |                                                                            |
|                                                              | J. Aguilar 41'  | Reporte   |              | Asistencia: 3 000 espectadores Árbitro(s): Jeison Gustavo Arellano Aguilar | Asistencia: 3 000 espectadores Árbitro(s): Jeison Gustavo Arellano Aguilar |
| Con marcador global de 2-1, CDH avanza a la Etapa Intergrupo |                 |           |              |                                                                            |                                                                            |

### Grupo VI
| Pos. | Equipo                 | Pts. | PJ | G  | E | P  | GF | GC  | Dif. | Clasificación      |
| ---- | ---------------------- | ---- | -- | -- | - | -- | -- | --- | ---- | ------------------ |
| 1    | Águilas UAGro          | 57   | 22 | 19 | 0 | 3  | 81 | 25  | +56  | Fase final Etapa 2 |
| 2    | Atlético Cuernavaca    | 49   | 22 | 14 | 5 | 3  | 57 | 25  | +32  | Fase final Etapa 2 |
| 3    | Club Alpha             | 46   | 22 | 14 | 4 | 4  | 65 | 20  | +45  | Fase final Etapa 2 |
| 4    | Artilleros Cuautla     | 42   | 22 | 11 | 6 | 5  | 39 | 22  | +17  | Fase final Etapa 2 |
| 5    | Zacatepec "B"          | 39   | 22 | 8  | 8 | 6  | 39 | 35  | +4   |                    |
| 6    | Tecuanes de Tepalcingo | 35   | 22 | 10 | 4 | 8  | 35 | 24  | +11  |                    |
| 7    | Ixtapaluca F.C.        | 31   | 22 | 8  | 4 | 10 | 50 | 46  | +4   |                    |
| 8    | Toros de Texcoco       | 26   | 22 | 6  | 6 | 10 | 32 | 34  | −2   |                    |
| 9    | Iguala F.C.            | 24   | 22 | 7  | 2 | 13 | 35 | 57  | −22  |                    |
| 10   | C.D. Chilpancingo      | 23   | 22 | 5  | 5 | 12 | 30 | 39  | −9   |                    |
| 11   | Acapulco F.C.          | 23   | 22 | 6  | 3 | 13 | 31 | 41  | −10  |                    |
| 12   | Jardón JFS Yautepec    | 1    | 22 | 0  | 1 | 21 | 11 | 137 | −126 |                    |

 Fuente: Tercera División

#### Fase final

##### Etapa 2
| 6 de mayo de 2017, 12:00 (UTC-5) | Club Alpha      | 1:2 (0:1) | Atlético Cuernavaca                | Club Alpha 3, Puebla, Puebla                                            |                                                                         |
|                                  | R. Martínez 58' | Reporte   | S. Estrada 19' · I. Betancourt 76' | Asistencia: 200 espectadores Árbitro(s): Andro Howard Carranza González | Asistencia: 200 espectadores Árbitro(s): Andro Howard Carranza González |

| 14 de mayo de 2017, 15:00 (UTC-5)                          | Atlético Cuernavaca | 0:2 (0:0) | Club Alpha                     | Estadio Mariano Matamoros, Xochitepec, Morelos                      |                                                                     |
|                                                            |                     | Reporte   | A. Struck 51' · H. Pomposo 87' | Asistencia: 200 espectadores Árbitro(s): Iván Antonio López Sánchez | Asistencia: 200 espectadores Árbitro(s): Iván Antonio López Sánchez |
| Con marcador global de 3-2, Club Alpha avanza a la Etapa 3 |                     |           |                                |                                                                     |                                                                     |

| 7 de mayo de 2017, 16:00 (UTC-5) | Artilleros Cuautla | 1:2 (1:1) | Águilas UAGro      | Estadio Isidro Gil Tapia, Cuautla, Morelos                       |                                                                  |
|                                  | M. Marban 29'      | Reporte   | E. Torres 33', 66' | Asistencia: 300 espectadores Árbitro(s): José Vieyra Ribadeneyra | Asistencia: 300 espectadores Árbitro(s): José Vieyra Ribadeneyra |

| 13 de mayo de 2017, 12:00 (UTC-5)                             | Águilas UAGro | 1:1 (0:1) | Artilleros Cuautla | Estadio Andrés Figueroa, Chilpancingo                                   |                                                                         |
|                                                               | A. Marín 90'  | Reporte   | J. Belaunzaran 10' | Asistencia: 800 espectadores Árbitro(s): Luis Jonathan Vásquez Trujillo | Asistencia: 800 espectadores Árbitro(s): Luis Jonathan Vásquez Trujillo |
| Con marcador global de 3-2, Águilas UAGro avanza a la Etapa 3 |               |           |                    |                                                                         |                                                                         |

##### Etapa 3
| 17 de mayo de 2017, 16:00 (UTC-5) | Club Alpha                       | 2:0 (1:0) | Águilas UAGro | Club Alpha 3, Puebla, Puebla                                    |                                                                 |
|                                   | G. Aguilar 13' · R. Martínez 78' | Reporte   |               | Asistencia: 500 espectadores Árbitro(s): Alfredo Medina Mendoza | Asistencia: 500 espectadores Árbitro(s): Alfredo Medina Mendoza |

| 20 de mayo de 2017, 12:00 (UTC-5)                                  | Águilas UAGro                | 2:1 (0:1) | Club Alpha    | Estadio Andrés Figueroa, Chilpancingo, Guerrero                    |                                                                    |
|                                                                    | D. Justo 57' · E. Torres 70' | Reporte   | A. Chacón 27' | Asistencia: 1 000 espectadores Árbitro(s): José Vieyra Ribadeneyra | Asistencia: 1 000 espectadores Árbitro(s): José Vieyra Ribadeneyra |
| Con marcador global de 3-2, Club Alpha avanza a la Fase Intergrupo |                              |           |               |                                                                    |                                                                    |

### Grupo VII
| Pos. | Equipo                           | Pts. | PJ | G  | E | P  | GF  | GC  | Dif. | Clasificación        |
| ---- | -------------------------------- | ---- | -- | -- | - | -- | --- | --- | ---- | -------------------- |
| 1    | Club Hidalguense                 | 93   | 36 | 28 | 6 | 2  | 85  | 24  | +61  | Fase final Etapa 1   |
| 2    | Tuzos Pachuca                    | 91   | 36 | 28 | 4 | 4  | 116 | 34  | +82  | Fase final Etapa 1   |
| 3    | Unión Acolman                    | 86   | 36 | 27 | 4 | 5  | 100 | 40  | +60  | Fase final Etapa 1   |
| 4    | Promodep Central                 | 73   | 36 | 21 | 6 | 9  | 71  | 44  | +27  | Fase final Etapa 1   |
| 5    | Pumas "C"                        | 70   | 36 | 21 | 4 | 11 | 98  | 45  | +53  | Liguilla de filiales |
| 6    | Cafetaleros FORMAFUTINTEGRAL     | 69   | 36 | 19 | 7 | 10 | 104 | 52  | +52  | Liguilla de filiales |
| 7    | Universidad del Fútbol           | 63   | 36 | 18 | 5 | 13 | 68  | 52  | +16  |                      |
| 8    | F.C. Politécnico "B"             | 62   | 36 | 17 | 7 | 12 | 69  | 58  | +11  |                      |
| 9    | Escuela de Alto Rendimiento      | 58   | 36 | 15 | 8 | 13 | 62  | 51  | +11  | Fase final Etapa 1   |
| 10   | Guerreros de Tizayuca            | 54   | 36 | 14 | 7 | 15 | 44  | 54  | −10  |                      |
| 11   | Independiente Mexiquense         | 51   | 36 | 14 | 7 | 15 | 69  | 67  | +2   |                      |
| 12   | Leopardos F.C.                   | 45   | 36 | 12 | 6 | 18 | 56  | 66  | −10  |                      |
| 13   | C.D. Cuervos Blancos             | 41   | 36 | 9  | 9 | 18 | 45  | 66  | −21  | Fase final Etapa 1   |
| 14   | Aztecas AMF Soccer               | 34   | 36 | 8  | 8 | 20 | 42  | 80  | −38  |                      |
| 15   | Leones de Lomar                  | 32   | 36 | 9  | 3 | 24 | 32  | 99  | −67  |                      |
| 16   | Atlético San Juan de Aragón      | 31   | 36 | 7  | 8 | 21 | 37  | 86  | −49  |                      |
| 17   | Proyecto Nuevo Chimalhuacán      | 27   | 36 | 6  | 6 | 24 | 42  | 89  | −47  |                      |
| 18   | Santiago Tulantepec              | 26   | 36 | 7  | 4 | 25 | 53  | 118 | −65  |                      |
| 19   | Halcones del Valle del Mezquital | 20   | 36 | 4  | 7 | 25 | 32  | 100 | −68  |                      |

 Fuente: Tercera División
Notas:
1. 1 2 3 4  Equipo excluido de la liguilla por mantener deudas ante la Liga y/o la FMF

#### Fase final

##### Etapa 1
| 3 de mayo de 2017, 16:00 (UTC-5) | C.D. Cuervos Blancos | 0:1 (0:1) | Club Hidalguense | Estadio Los Pinos, Cuautitlán, Estado de México                       |                                                                       |
|                                  |                      | Reporte   | E. Aparicio 37'  | Asistencia: 200 espectadores Árbitro(s): Vicente Jassiel Reynoso Arce | Asistencia: 200 espectadores Árbitro(s): Vicente Jassiel Reynoso Arce |

| 6 de mayo de 2017, 12:00 (UTC-5)                                 | Club Hidalguense                                   | 3:0 (1:0) | C.D. Cuervos Blancos | Club Hidalguense, Pachuca, Hidalgo                             |                                                                |
|                                                                  | F. Martínez 30' · F. Moreno 50' · J. Domínguez 67' | Reporte   |                      | Asistencia: 300 espectadores Árbitro(s): Martín Navarro Ortega | Asistencia: 300 espectadores Árbitro(s): Martín Navarro Ortega |
| Con marcador global de 4-0, Club Hidalguense avanza a la Etapa 2 |                                                    |           |                      |                                                                |                                                                |

| 4 de mayo de 2017, 16:00 (UTC-5) | Promodep Central             | 2:1 (1:0) | Unión Acolman  | Estadio Los Pinos, Cuautitlán, Estado de México                                |                                                                                |
|                                  | I. Zamora 6' · C. Patiño 82' | Reporte   | G. Miranda 91' | Asistencia: 500 espectadores Árbitro(s): Santos Sebastián Garay Pérez Martínez | Asistencia: 500 espectadores Árbitro(s): Santos Sebastián Garay Pérez Martínez |

| 7 de mayo de 2017, 11:00 (UTC-5)                              | Unión Acolman                    | 2:0 (1:0) | Promodep Central | Estadio San Carlos Tepexpan, Acolman, Estado de México      |                                                             |
|                                                               | L. Gallardo 45' · J. Cabrera 86' | Reporte   |                  | Asistencia: 500 espectadores Árbitro(s): Saúl Zurita Suárez | Asistencia: 500 espectadores Árbitro(s): Saúl Zurita Suárez |
| Con marcador global de 3-2, Unión Acolman avanza a la Etapa 2 |                                  |           |                  |                                                             |                                                             |

| 4 de mayo de 2017, 19:00 (UTC-5) | Escuela de Alto Rendimiento | 0:3 (0:0) | Tuzos Pachuca                    | Universidad Anáhuac Norte, Huixquilucan, Estado de México                |                                                                          |
|                                  |                             | Reporte   | M. Rodelo 73' · A. León 78', 88' | Asistencia: 150 espectadores Árbitro(s): Jesús Odair Chavarría Rodríguez | Asistencia: 150 espectadores Árbitro(s): Jesús Odair Chavarría Rodríguez |

| 7 de mayo de 2017, 11:00 (UTC-5)                              | Tuzos Pachuca                    | 3:1 (2:0) | Escuela de Alto Rendimiento | Universidad del Fútbol, San Agustín Tlaxiaca, Hidalgo              |                                                                    |
|                                                               | A. León 27' · M. Rodelo 42', 73' | Reporte   | L. Cayetano 64'             | Asistencia: 100 espectadores Árbitro(s): Ricardo Ariel Gómez Reyes | Asistencia: 100 espectadores Árbitro(s): Ricardo Ariel Gómez Reyes |
| Con marcador global de 6-1, Tuzos Pachuca avanza a la Etapa 2 |                                  |           |                             |                                                                    |                                                                    |

##### Etapa 2
| 11 de mayo de 2017, 11:00 (UTC-5) | Unión Acolman | 0:1 (0:0) | Tuzos Pachuca   | Estadio San Carlos Tepexpan, Acolman, Estado de México             |                                                                    |
|                                   |               | Reporte   | C. Figueroa 61' | Asistencia: 250 espectadores Árbitro(s): Tomás Jair Salazar Rivera | Asistencia: 250 espectadores Árbitro(s): Tomás Jair Salazar Rivera |

| 14 de mayo de 2017, 11:00 (UTC-5)                             | Tuzos Pachuca | 1:0 (0:0) | Unión Acolman | Estadio Hidalgo, Pachuca, Hidalgo                                  |                                                                    |
|                                                               | M. Rodelo 66' | Reporte   |               | Asistencia: 300 espectadores Árbitro(s): Juan Alberto Ramírez Meza | Asistencia: 300 espectadores Árbitro(s): Juan Alberto Ramírez Meza |
| Con marcador global de 2-0, Tuzos Pachuca avanza a la Etapa 3 |               |           |               |                                                                    |                                                                    |

##### Etapa 3
| 17 de mayo de 2017, 11:00 (UTC-5) | Tuzos Pachuca   | 1:0 (0:0) | Club Hidalguense | Universidad del Fútbol, San Agustín Tlaxiaca, Hidalgo                          |                                                                                |
|                                   | C. Figueroa 91' | Reporte   |                  | Asistencia: 200 espectadores Árbitro(s): Santos Sebastián Garay Pérez Martínez | Asistencia: 200 espectadores Árbitro(s): Santos Sebastián Garay Pérez Martínez |

| 20 de mayo de 2017, 12:00 (UTC-5)                                                                                  | Club Hidalguense               | 2:1 (1:0) (13:14 p.) | Tuzos Pachuca  | Club Hidalguense, Pachuca, Hidalgo                                      |                                                                         |
| | J. Domínguez 30' · U. Lara 56' | Reporte              | J. Padilla 84' | Asistencia: 500 espectadores Árbitro(s): Luis Jonathan Vásquez Trujillo | Asistencia: 500 espectadores Árbitro(s): Luis Jonathan Vásquez Trujillo |
| Pese a empatar 2-2 en el global, Club Hidalguense avanza a la Fase Integrupo tras ganar 14-13 en tanda de penales. |                                |                      |                |                                                                         |                                                                         |

### Grupo VIII
| Pos. | Equipo                            | Pts. | PJ | G  | E | P  | GF | GC | Dif. | Clasificación      |
| ---- | --------------------------------- | ---- | -- | -- | - | -- | -- | -- | ---- | ------------------ |
| 1    | Atlético Valladolid               | 70   | 26 | 21 | 4 | 1  | 76 | 15 | +61  | Fase final Etapa 1 |
| 2    | CDU Uruapan                       | 66   | 26 | 20 | 3 | 3  | 83 | 19 | +64  |                    |
| 3    | Tigres Blancos Gestalt            | 62   | 26 | 20 | 2 | 4  | 72 | 20 | +52  | Fase final Etapa 1 |
| 4    | Salamanca F.C.                    | 55   | 26 | 17 | 3 | 6  | 47 | 28 | +19  | Fase final Etapa 1 |
| 5    | Originales Aguacateros de Uruapan | 52   | 26 | 16 | 3 | 7  | 50 | 27 | +23  | Fase final Etapa 1 |
| 6    | Celaya F.C. "C"                   | 35   | 26 | 9  | 8 | 9  | 34 | 34 | 0    |                    |
| 7    | Querétaro F.C. "C"                | 34   | 26 | 9  | 5 | 12 | 38 | 40 | −2   |                    |
| 8    | Delfines de Abasolo               | 33   | 26 | 10 | 2 | 14 | 39 | 44 | −5   |                    |
| 9    | Iguanas F.C.                      | 33   | 26 | 10 | 2 | 14 | 40 | 56 | −16  |                    |
| 10   | Guerreros Zacapu                  | 31   | 26 | 8  | 5 | 13 | 27 | 31 | −4   |                    |
| 11   | Real Querétaro                    | 20   | 26 | 4  | 5 | 17 | 20 | 61 | −41  |                    |
| 12   | Jaral del Progreso F.C.           | 20   | 26 | 5  | 4 | 17 | 31 | 75 | −44  |                    |
| 13   | Lobos de Zihuatanejo              | 19   | 26 | 4  | 4 | 18 | 22 | 74 | −52  |                    |
| 14   | San Juan del Río F.C.             | 11   | 26 | 3  | 2 | 21 | 14 | 69 | −55  |                    |

 Fuente: Tercera División
Notas:
1. ↑  Equipo excluido de la liguilla por mantener deudas ante la Liga y/o la FMF

#### Fase final

##### Etapa 1
| 6 de mayo de 2017, 17:00 (UTC-5) | Salamanca F.C. | 1:2 () (0:1) | Tigres Blancos Gestalt        | Estadio El Molinito, Salamanca, Guanajuato                        |                                                                   |
|                                  | L. Rocha 52'   | Reporte      | H. Ponce 2' · L. Esquivel 66' | Asistencia: 400 espectadores Árbitro(s): Allan César Sánchez Baca | Asistencia: 400 espectadores Árbitro(s): Allan César Sánchez Baca |

| 13 de mayo de 2017, 16:00 (UTC-5)                              | Tigres Blancos Gestalt | 1:0 (1:0) | Salamanca F.C. | Estadio Venustiano Carranza, Morelia, Michoacán                       |                                                                       |
|                                                                | J. Hernández 38'       | Reporte   |                | Asistencia: 200 espectadores Árbitro(s): Mario Oscar Maldonado Torres | Asistencia: 200 espectadores Árbitro(s): Mario Oscar Maldonado Torres |
| Con marcador global de 3-1, Tigres Blancos avanza a la Etapa 2 |                        |           |                |                                                                       |                                                                       |

| 7 de mayo de 2017, 12:00 (UTC-5) | Originales Aguacateros | 0:1 (0:1) | Atlético Valladolid | Unidad Deportiva Hermanos López Rayón, Uruapan, Michoacán       |                                                                 |
|                                  |                        | Reporte   | R. Sámano 29'       | Asistencia: 800 espectadores Árbitro(s): Harold Rodríguez Pérez | Asistencia: 800 espectadores Árbitro(s): Harold Rodríguez Pérez |

| 14 de mayo de 2017, 15:00 (UTC-5)                                    | Atlético Valladolid                              | 3:1 (2:1) | Originales Aguacateros | Estadio Venustiano Carranza, Morelia, Michoacán                         |                                                                         |
|                                                                      | H. Gaona 3' · J. Talavera 26' · C. Contreras 67' | Reporte   | E. Maulion 45'         | Asistencia: 650 espectadores Árbitro(s): Carlos Alberto Pérez Gutiérrez | Asistencia: 650 espectadores Árbitro(s): Carlos Alberto Pérez Gutiérrez |
| Con marcador global de 4-1, Generales de Navojoa avanza a la Etapa 2 |                                                  |           |                        |                                                                         |                                                                         |

##### Etapa 2
| 18 de mayo de 2017, 16:00 (UTC-5) | Tigres Blancos Gestalt | 1:1 (1:1) | Atlético Valladolid | Estadio Venustiano Carranza, Morelia, Michoacán                        |                                                                        |
|                                   | J. Hernández 32'       | Reporte   | L. Coronado 40'     | Asistencia: 1 200 espectadores Árbitro(s): Óscar Javier Ramírez Flores | Asistencia: 1 200 espectadores Árbitro(s): Óscar Javier Ramírez Flores |

| 21 de mayo de 2017, 12:00 (UTC-5)                                                                                             | Atlético Valladolid | 0:0 (4:3 p.) | Tigres Blancos Gestalt | Estadio Venustiano Carranza, Morelia, Michoacán                     |                                                                     |
| |                     | Reporte      |                        | Asistencia: 1 500 espectadores Árbitro(s): Jonathan Morales Segundo | Asistencia: 1 500 espectadores Árbitro(s): Jonathan Morales Segundo |
| Pese a empatar 1-1 en el marcador global, Generales de Navojoa avanza a la Fase Integrupo tras ganar 4-3 en tanda de penales. |                     |              |                        |                                                                     |                                                                     |

### Grupo IX
| Pos. | Equipo                   | Pts. | PJ | G  | E  | P  | GF | GC  | Dif. | Clasificación        |
| ---- | ------------------------ | ---- | -- | -- | -- | -- | -- | --- | ---- | -------------------- |
| 1    | Mineros de Fresnillo "B" | 81   | 34 | 23 | 9  | 2  | 91 | 40  | +51  | Fase final Etapa 1   |
| 2    | Mineros de Zacatecas "C" | 74   | 34 | 22 | 6  | 6  | 83 | 34  | +49  | Liguilla de filiales |
| 3    | Atlético San Francisco   | 68   | 34 | 20 | 6  | 8  | 79 | 44  | +35  |                      |
| 4    | Atlético Leonés          | 67   | 34 | 20 | 5  | 9  | 94 | 46  | +48  | Fase final Etapa 1   |
| 5    | Real Aguascalientes      | 67   | 34 | 19 | 6  | 9  | 84 | 51  | +33  | Fase final Etapa 1   |
| 6    | Tancredi Affa            | 67   | 34 | 16 | 11 | 7  | 64 | 32  | +32  |                      |
| 7    | Unión León               | 66   | 34 | 18 | 7  | 9  | 53 | 35  | +18  | Fase final Etapa 1   |
| 8    | Águilas Reales           | 61   | 34 | 17 | 6  | 11 | 50 | 43  | +7   | Fase final Etapa 1   |
| 9    | Tuzos UAZ "B"            | 59   | 34 | 18 | 3  | 13 | 57 | 40  | +17  |                      |
| 10   | Libertadores de Pénjamo  | 57   | 34 | 17 | 5  | 12 | 65 | 46  | +19  |                      |
| 11   | Cabezas Rojas            | 57   | 34 | 14 | 9  | 11 | 68 | 53  | +15  | Fase final Etapa 1   |
| 12   | Atlético ECCA            | 49   | 34 | 12 | 9  | 13 | 42 | 40  | +2   |                      |
| 13   | Real Magari              | 31   | 34 | 7  | 7  | 20 | 51 | 94  | −43  |                      |
| 14   | Frailes de Jerez         | 28   | 34 | 8  | 3  | 23 | 39 | 92  | −53  |                      |
| 15   | Real Olmeca Colotlán     | 26   | 34 | 7  | 5  | 22 | 42 | 66  | −24  |                      |
| 16   | León Independiente       | 26   | 34 | 6  | 4  | 24 | 35 | 84  | −49  |                      |
| 17   | Alcaldes de Lagos        | 19   | 34 | 5  | 3  | 26 | 41 | 93  | −52  |                      |
| 18   | Tlajomulco F.C.          | 15   | 34 | 2  | 6  | 26 | 28 | 133 | −105 |                      |

 Fuente: Tercera División
Notas:
1. 1 2 3 4  Equipo excluido de la liguilla por mantener deudas ante la Liga y/o la FMF

#### Fase final

##### Etapa 1
| 3 de mayo de 2017, 15:00 (UTC-5) | Unión León | 0:0     | Real Aguascalientes | Club Empress, León, Guanajuato                                      |                                                                     |
|                                  |            | Reporte |                     | Asistencia: 100 espectadores Árbitro(s): Alejandro Ruvalcaba Lomelí | Asistencia: 100 espectadores Árbitro(s): Alejandro Ruvalcaba Lomelí |

| 6 de mayo de 2017, 16:00 (UTC-5)                                    | Real Aguascalientes | 1:0 (0:0) | Unión León | Estadio Ferrocarrilero, Aguascalientes, Aguascalientes          |                                                                 |
|                                                                     | E. Zúñiga 74'       | Reporte   |            | Asistencia: 200 espectadores Árbitro(s): Alfredo Medina Mendoza | Asistencia: 200 espectadores Árbitro(s): Alfredo Medina Mendoza |
| Con marcador global de 1-0, Real Aguascalientes avanza a la Etapa 2 |                     |           |            |                                                                 |                                                                 |

| 3 de mayo de 2017, 18:00 (UTC-5) | Águilas Reales | 1:5 (0:1) | Atlético Leonés                                                  | Estadio Francisco Villa, Zacatecas, Zacatecas                            |                                                                          |
|                                  | L. Vázquez 83' | Reporte   | O. García 12', 52' · S. Rivera 48' · J. Galán 68' · O. López 80' | Asistencia: 100 espectadores Árbitro(s): Ricardo Emmanuel Chávez Sánchez | Asistencia: 100 espectadores Árbitro(s): Ricardo Emmanuel Chávez Sánchez |

| 6 de mayo de 2017, 17:00 (UTC-5)                                | Atlético Leonés                              | 3:0 (2:0) | Águilas Reales | Unidad Deportiva de Ojuelos, Ojuelos, Jalisco                     |                                                                   |
|                                                                 | O. García 26' · S. Rivera 27' · J. Galán 51' | Reporte   |                | Asistencia: 100 espectadores Árbitro(s): Juan José Gutiérrez León | Asistencia: 100 espectadores Árbitro(s): Juan José Gutiérrez León |
| Con marcador global de 8-1, Atlético Leonés avanza a la Etapa 2 |                                              |           |                |                                                                   |                                                                   |

| 4 de mayo de 2017, 20:00 (UTC-5) | Cabezas Rojas | 1:4 (0:1) | Mineros de Fresnillo "B"                   | Unidad Deportiva Enrique Fernández Martínez, León, Guanajuato           |                                                                         |
|                                  | S. Corro 88'  | Reporte   | J. Rodríguez 18', 48', 54' · J. Goytia 56' | Asistencia: 300 espectadores Árbitro(s): Luis Jonathan Vásquez Trujillo | Asistencia: 300 espectadores Árbitro(s): Luis Jonathan Vásquez Trujillo |

| 7 de mayo de 2017, 15:00 (UTC-5)                                                               | Mineros de Fresnillo "B"                                  | 5:2 (1:2) | Cabezas Rojas                 | Unidad Deportiva Minera Fresnillo, Fresnillo, Zacatecas         |                                                                 |
|                                                                                                | H. Ramos 38' · I. Hernández 50', 55', 67' · J. Goytia 65' | Reporte   | C. Rosales 13' · L. Pérez 28' | Asistencia: 300 espectadores Árbitro(s): José Luis Luna Ramírez | Asistencia: 300 espectadores Árbitro(s): José Luis Luna Ramírez |
| Con marcador global de 9-3, Fresnillo "B" avanza a la Etapa 3 por su mejor diferencia de goles |                                                           |           |                               |                                                                 |                                                                 |

##### Etapa 2
| 11 de mayo de 2017, 16:00 (UTC-5) | Real Aguascalientes                                     | 5:1 (2:1) | Atlético Leonés | Estadio Ferrocarrilero, Aguascalientes, Aguascalientes        |                                                               |
|                                   | E. Zúñiga 33' · A. Andrade 41', 60' · F. Girón 56', 92' | Reporte   | O. López 9'     | Asistencia: 69 espectadores Árbitro(s): Martín Navarro Ortega | Asistencia: 69 espectadores Árbitro(s): Martín Navarro Ortega |

| 14 de mayo de 2017, 17:00 (UTC-5)                               | Atlético Leonés                                             | 5:0 (1:0) | Real Aguascalientes | Unidad Deportiva de Ojuelos, Ojuelos, Jalisco                      |                                                                    |
|                                                                 | C. Calderón 18', 46', 56' · A. Hernández 67' · O. López 81' | Reporte   |                     | Asistencia: 800 espectadores Árbitro(s): Miguel Ángel Anaya Suárez | Asistencia: 800 espectadores Árbitro(s): Miguel Ángel Anaya Suárez |
| Con marcador global de 6-5, Atlético Leonés avanza a la Etapa 3 |                                                             |           |                     |                                                                    |                                                                    |

##### Etapa 3
| 18 de mayo de 2017, 17:00 (UTC-5) | Atlético Leonés                              | 3:2 (1:2) | Mineros de Fresnillo "B"        | Unidad Deportiva de Ojuelos, Ojuelos, Jalisco                         |                                                                       |
|                                   | B. Rocha 41' · L. Carrera 54' · O. López 71' | Reporte   | J. Goytia 4' · J. Rodríguez 45' | Asistencia: 500 espectadores Árbitro(s): Donnet Steffy Molina Sánchez | Asistencia: 500 espectadores Árbitro(s): Donnet Steffy Molina Sánchez |

| 21 de mayo de 2017, 15:00 (UTC-5)                                                                                      | Mineros de Fresnillo "B"                                       | 4:3 (2:1) (5:4 p.) | Atlético Leonés                   | Unidad Deportiva Minera Fresnillo, Fresnillo                               |                                                                            |
| | J. Goytia 13' · J. Rodríguez 35' · A. Ávila 60' · H. Ramos 64' | Reporte            | S. Rivera 38' · O. López 47', 56' | Asistencia: 1 200 espectadores Árbitro(s): Eduardo Israel Escandón Vázquez | Asistencia: 1 200 espectadores Árbitro(s): Eduardo Israel Escandón Vázquez |
| Pese a empatar 6-6 en el marcador global, Fresnillo "B" avanza a la Fase Integrupo tras ganar 5-4 en tanda de penales. |                                                                |                    |                                   |                                                                            |                                                                            |

### Grupo X
| Pos. | Equipo                    | Pts. | PJ | G  | E  | P  | GF  | GC  | Dif. | Clasificación      |
| ---- | ------------------------- | ---- | -- | -- | -- | -- | --- | --- | ---- | ------------------ |
| 1    | Acatlán F.C.              | 84   | 38 | 24 | 7  | 7  | 99  | 43  | +56  | Fase final Etapa 1 |
| 2    | Vaqueros F.C.             | 81   | 38 | 22 | 9  | 7  | 91  | 38  | +53  | Fase final Etapa 1 |
| 3    | Charales de Chapala       | 80   | 38 | 19 | 14 | 5  | 68  | 33  | +35  | Fase final Etapa 1 |
| 4    | Mulos del C.D. Oro        | 79   | 38 | 23 | 8  | 7  | 82  | 49  | +33  | Fase final Etapa 1 |
| 5    | C.D. Tepatitlán "B"       | 77   | 38 | 23 | 5  | 10 | 142 | 67  | +75  | Fase final Etapa 1 |
| 6    | Atlético Tecomán          | 77   | 38 | 22 | 8  | 8  | 108 | 41  | +67  | Fase final Etapa 1 |
| 7    | C.D. Sahuayo              | 75   | 38 | 20 | 12 | 6  | 89  | 43  | +46  |                    |
| 8    | Real San Cosme            | 75   | 38 | 21 | 7  | 10 | 99  | 69  | +30  |                    |
| 9    | C.D. Aves Blancas         | 74   | 38 | 20 | 8  | 10 | 91  | 51  | +40  |                    |
| 10   | Palmeros de Colima        | 73   | 38 | 21 | 8  | 9  | 101 | 42  | +59  |                    |
| 11   | Mazorqueros F.C.          | 64   | 38 | 16 | 11 | 11 | 78  | 54  | +24  |                    |
| 12   | Real Ánimas de Sayula     | 62   | 38 | 16 | 8  | 14 | 62  | 68  | −6   |                    |
| 13   | Nuevos Valores de Ocotlán | 55   | 38 | 13 | 9  | 16 | 64  | 64  | 0    |                    |
| 14   | Escuela de Fútbol Chivas  | 54   | 38 | 13 | 8  | 17 | 69  | 66  | +3   |                    |
| 15   | Picudos de Manzanillo     | 35   | 38 | 6  | 15 | 17 | 66  | 84  | −18  |                    |
| 16   | Queseros de San José      | 30   | 38 | 7  | 6  | 25 | 40  | 93  | −53  |                    |
| 17   | Mamuts de El Salto        | 26   | 38 | 5  | 9  | 24 | 44  | 105 | −61  |                    |
| 18   | Tornados Tlaquepaque      | 18   | 38 | 3  | 6  | 29 | 39  | 133 | −94  |                    |
| 19   | Valle del Grullo          | 11   | 38 | 3  | 2  | 33 | 33  | 189 | −156 |                    |
| 20   | Volcanes de Colima        | 10   | 38 | 1  | 4  | 33 | 27  | 160 | −133 |                    |

 Fuente: Tercera División

#### Fase final

##### Etapa 1
| 3 de mayo de 2017, 17:00 (UTC-5) | Tepatitlán "B" | 1:1 (0:0) | Vaqueros F.C.    | Estadio Tepa Gómez, Tepatitlán de Morelos, Jalisco                   |                                                                      |
|                                  | A. Juárez 47'  | Reporte   | E. Rodríguez 87' | Asistencia: 300 espectadores Árbitro(s): Alan Vladimir Robles Bernal | Asistencia: 300 espectadores Árbitro(s): Alan Vladimir Robles Bernal |

| 6 de mayo de 2017, 11:00 (UTC-5)                                                           | Vaqueros F.C.                   | 2:1 (1:0) | Tepatitlán "B" | Club Vaqueros Ixtlán C-1, Tlaquepaque, Jalisco                     |                                                                    |
|                                                                                            | G. del Toro 40' · J. Romero 72' | Reporte   | D. Medina 68'  | Asistencia: 100 espectadores Árbitro(s): Jesús Omar Cárdenas Gómez | Asistencia: 100 espectadores Árbitro(s): Jesús Omar Cárdenas Gómez |
| Con marcador global de 3-2, Vaqueros avanza a la Etapa 3 por su mejor posición en la tabla |                                 |           |                |                                                                    |                                                                    |

| 4 de mayo de 2017, 11:00 (UTC-5) | Mulos del C.D. Oro | 0:1 (0:0) | Charales de Chapala | U. Dep. Ángel "El Zapopan" Romero, Zapopan, Jalisco               |                                                                   |
|                                  |                    | Reporte   | O. Aguayo 68'       | Asistencia: 100 espectadores Árbitro(s): Luis Miguel Galván Pérez | Asistencia: 100 espectadores Árbitro(s): Luis Miguel Galván Pérez |

| 7 de mayo de 2017, 16:00 (UTC-5)                                                                            | Charales de Chapala | 0:1 (0:1) (4:2 p.) | Mulos del C.D. Oro | Estadio Municipal Juan Rayo, Chapala, Jalisco             |                                                           |
| |                     | Reporte            | G. Jiménez 15'     | Asistencia: 500 espectadores Árbitro(s): Áxel Meza Méndez | Asistencia: 500 espectadores Árbitro(s): Áxel Meza Méndez |
| Pese a empatar 1-1 en el marcador global, Chapala avanza a la Etapa 2 tras ganar 4-2 en la serie de penales |                     |                    |                    |                                                           |                                                           |

| 4 de mayo de 2017, 16:00 (UTC-5) | Atlético Tecomán                  | 3:1 (1:0) | Acatlán F.C.       | Estadio Víctor Eduardo Sevilla Torres, Tecomán, Colima          |                                                                 |
|                                  | L. Muñíz 3', 90' · J. Valadéz 93' | Reporte   | D. de la Torre 82' | Asistencia: 200 espectadores Árbitro(s): Juan David Valdez Mora | Asistencia: 200 espectadores Árbitro(s): Juan David Valdez Mora |

| 7 de mayo de 2017, 12:00 (UTC-5)                                 | Acatlán F.C.       | 1:2 (0:1) | Atlético Tecomán               | Club Juárez, Acatlán de Juárez, Jalisco                            |                                                                    |
|                                                                  | D. de la Torre 89' | Reporte   | J. Valadéz 28' · J. Pulido 47' | Asistencia: 300 espectadores Árbitro(s): David Israel Horta García | Asistencia: 300 espectadores Árbitro(s): David Israel Horta García |
| Con marcador global de 5-2, Atlético Tecomán avanza a la Etapa 2 |                    |           |                                |                                                                    |                                                                    |

##### Etapa 2
| 11 de mayo de 2017, 16:00 (UTC-5) | Atlético Tecomán             | 2:0 (0:0) | Charales de Chapala | Estadio Víctor Eduardo Sevilla Torres, Tecomán, Colima               |                                                                      |
|                                   | L. Muñíz 63' · J. Pulido 72' | Reporte   |                     | Asistencia: 300 espectadores Árbitro(s): Alan Vladimir Robles Bernal | Asistencia: 300 espectadores Árbitro(s): Alan Vladimir Robles Bernal |

| 14 de mayo de 2017, 16:00 (UTC-5)                                                                           | Charales de Chapala           | 2:0 (0:0) (5:4 p.) | Atlético Tecomán | Estadio Municipal Juan Rayo, Chapala, Jalisco                        |                                                                      |
| | M. Ibarra 76' · E. García 93' | Reporte            |                  | Asistencia: 1 000 espectadores Árbitro(s): Jesús Omar Cárdenas Gómez | Asistencia: 1 000 espectadores Árbitro(s): Jesús Omar Cárdenas Gómez |
| Pese a empatar 2-2 en el marcador global, Chapala avanza a la Etapa 3 tras ganar 5-4 en la serie de penales |                               |                    |                  |                                                                      |                                                                      |

##### Etapa 3
| 17 de mayo de 2017, 19:00 (UTC-5) | Charales de Chapala | 1:0 (0:0) | Vaqueros F.C. | Estadio Municipal Juan Rayo, Chapala, Jalisco                        |                                                                      |
|                                   | K. Cano 55'         | Reporte   |               | Asistencia: 600 espectadores Árbitro(s): Alan Vladimir Robles Bernal | Asistencia: 600 espectadores Árbitro(s): Alan Vladimir Robles Bernal |

| 20 de mayo de 2017, 16:00 (UTC-5)                               | Vaqueros F.C. | 0:1 (0:1) | Charales de Chapala | Club Vaqueros Ixtlán C-1, Tlaquepaque, Jalisco              |                                                             |
|                                                                 |               | Reporte   | V. López 40'        | Asistencia: 1 000 espectadores Árbitro(s): Áxel Meza Méndez | Asistencia: 1 000 espectadores Árbitro(s): Áxel Meza Méndez |
| Con marcador global de 2-0, Chapala avanza a la Fase Intergrupo |               |           |                     |                                                             |                                                             |

### Grupo XI
| Pos. | Equipo                         | Pts. | PJ | G  | E  | P  | GF  | GC  | Dif. | Clasificación        |
| ---- | ------------------------------ | ---- | -- | -- | -- | -- | --- | --- | ---- | -------------------- |
| 1    | Tecos F.C.                     | 86   | 34 | 27 | 4  | 3  | 111 | 29  | +82  | Fase final Etapa 2   |
| 2    | Deportivo Cafessa              | 78   | 34 | 20 | 10 | 4  | 69  | 27  | +42  | Fase final Etapa 1   |
| 3    | C.D. Guadalajara "C"           | 73   | 34 | 21 | 8  | 5  | 97  | 31  | +66  | Liguilla de filiales |
| 4    | Xalisco F.C.                   | 73   | 34 | 19 | 11 | 4  | 64  | 30  | +34  | Fase final Etapa 1   |
| 5    | Universidad de Guadalajara "C" | 73   | 34 | 21 | 7  | 6  | 60  | 26  | +34  | Liguilla de filiales |
| 6    | Gallos Viejos                  | 60   | 34 | 14 | 12 | 8  | 59  | 44  | +15  | Fase final Etapa 1   |
| 7    | Buscando un Campeón            | 56   | 34 | 15 | 6  | 13 | 51  | 41  | +10  |                      |
| 8    | Coras F.C. "C"                 | 50   | 34 | 13 | 7  | 14 | 59  | 51  | +8   |                      |
| 9    | Los Celtas                     | 49   | 34 | 12 | 8  | 14 | 48  | 45  | +3   | Fase final Etapa 1   |
| 10   | Juventud Unidad F.C.           | 48   | 34 | 11 | 10 | 13 | 48  | 54  | −6   |                      |
| 11   | Gorilas de Juanacatlán         | 46   | 34 | 10 | 9  | 15 | 48  | 52  | −4   |                      |
| 12   | Camaroneros de Escuinapa       | 44   | 34 | 12 | 5  | 17 | 42  | 59  | −17  |                      |
| 13   | Sufacen Tepic                  | 43   | 34 | 8  | 13 | 13 | 60  | 75  | −15  |                      |
| 14   | C.F. BADEBA                    | 41   | 34 | 9  | 10 | 15 | 46  | 69  | −23  |                      |
| 15   | CEFUT                          | 40   | 34 | 10 | 8  | 16 | 58  | 57  | +1   |                      |
| 16   | Cocula F.C.                    | 25   | 34 | 6  | 6  | 22 | 37  | 86  | −49  |                      |
| 17   | Futcenter                      | 18   | 34 | 5  | 2  | 27 | 45  | 121 | −76  |                      |
| 18   | Teca Huixquilucan              | 15   | 34 | 3  | 4  | 27 | 25  | 130 | −105 |                      |

 Fuente: Tercera División
Notas:
1. ↑  Equipo excluido de la liguilla por mantener deudas ante la Liga y/o la FMF

#### Fase final

##### Etapa 1
| 3 de mayo de 2017, 11:00 (UTC-5) | Los Celtas                          | 3:0 (2:0) | Deportivo Cafessa | Cancha Morumbí, Zapopan, Jalisco                                   |                                                                    |
|                                  | F. Virruete 37', 89' · C. Landa 43' | Reporte   |                   | Asistencia: 150 espectadores Árbitro(s): Miguel Ángel Anaya Suárez | Asistencia: 150 espectadores Árbitro(s): Miguel Ángel Anaya Suárez |

| 6 de mayo de 2017, 20:00 (UTC-5)                           | Deportivo Cafessa | 1:1 (0:1) | Los Celtas      | Unidad Deportiva Mariano Otero, Tlajomulco de Zúñiga, Jalisco   |                                                                 |
|                                                            | F. Escoto 80'     | Reporte   | F. Virruete 44' | Asistencia: 300 espectadores Árbitro(s): Juan David Valdez Mora | Asistencia: 300 espectadores Árbitro(s): Juan David Valdez Mora |
| Con marcador global de 4-1, Los Celtas avanza a la Etapa 2 |                   |           |                 |                                                                 |                                                                 |

| 3 de mayo de 2017, 11:00 (UTC-5) | Gallos Viejos | 0:1 (0:1) | Xalisco F.C.   | U. Dep. Sindicato de Telefonistas, Zapopan, Jalisco              |                                                                  |
|                                  |               | Reporte   | K. Cardona 27' | Asistencia: 20 espectadores Árbitro(s): Jonathan Morales Segundo | Asistencia: 20 espectadores Árbitro(s): Jonathan Morales Segundo |

| 6 de mayo de 2017, 15:00 (UTC-6)                             | Xalisco F.C.                 | 2:1 (1:1) | Gallos Viejos  | Unidad Deportiva Landereñas, Xalisco, Nayarit                        |                                                                      |
|                                                              | K. Sánchez 40' · A. Peña 47' | Reporte   | E. Reynoso 33' | Asistencia: 300 espectadores Árbitro(s): José Misael Burruel Zazueta | Asistencia: 300 espectadores Árbitro(s): José Misael Burruel Zazueta |
| Con marcador global de 3-1, Xalisco F.C. avanza a la Etapa 3 |                              |           |                |                                                                      |                                                                      |

##### Etapa 2
| 10 de mayo de 2017, 11:00 (UTC-5) | Los Celtas | 0:0     | Tecos F.C. | Cancha Morumbí, Zapopan, Jalisco                                     |                                                                      |
|                                   |            | Reporte |            | Asistencia: 300 espectadores Árbitro(s): José Misael Burruel Zazueta | Asistencia: 300 espectadores Árbitro(s): José Misael Burruel Zazueta |

| 13 de mayo de 2017, 19:00 (UTC-5)                     | Tecos F.C.                       | 2:0 (0:0) | Los Celtas | Estadio Tres de Marzo, Zapopan, Jalisco                                     |                                                                             |
|                                                       | A. Suárez 68' · J. Ruvalcaba 88' | Reporte   |            | Asistencia: 1 500 espectadores Árbitro(s): Cristian Leopoldo Ruiz Tachiquin | Asistencia: 1 500 espectadores Árbitro(s): Cristian Leopoldo Ruiz Tachiquin |
| Con marcador global de 2-0, Tecos avanza a la Etapa 3 |                                  |           |            |                                                                             |                                                                             |

##### Etapa 3
| 17 de mayo de 2017, 16:00 (UTC-6) | Xalisco F.C. | 0:0     | Tecos F.C. | Unidad Deportiva Landereñas, Xalisco, Nayarit                             |                                                                           |
|                                   |              | Reporte |            | Asistencia: 570 espectadores Árbitro(s): Joaquín Alberto Vizcarra Armenta | Asistencia: 570 espectadores Árbitro(s): Joaquín Alberto Vizcarra Armenta |

| 20 de mayo de 2017, 19:00 (UTC-5)                             | Tecos F.C.                   | 2:1 (1:1) | Xalisco F.C. | Estadio Tres de Marzo, Zapopan, Jalisco                              |                                                                      |
|                                                               | J. Mares 19' · A. Suárez 86' | Reporte   | A. Peña 23'  | Asistencia: 3 000 espectadores Árbitro(s): Jesús Omar Cárdenas Gómez | Asistencia: 3 000 espectadores Árbitro(s): Jesús Omar Cárdenas Gómez |
| Con marcador global de 2-1, Tecos avanza a la Fase Intergrupo |                              |           |              |                                                                      |                                                                      |

### Grupo XII
| Pos. | Equipo                  | Pts. | PJ | G  | E  | P  | GF | GC | Dif. | Clasificación        |
| ---- | ----------------------- | ---- | -- | -- | -- | -- | -- | -- | ---- | -------------------- |
| 1    | Celestes F.C.           | 62   | 28 | 19 | 3  | 6  | 66 | 18 | +48  | Fase final Etapa 2   |
| 2    | Atlético Allende        | 58   | 28 | 15 | 9  | 4  | 47 | 22 | +25  | Fase final Etapa 1   |
| 3    | Troyanos UDEM           | 57   | 28 | 16 | 5  | 7  | 60 | 32 | +28  | Fase final Etapa 1   |
| 4    | Tigres SD               | 56   | 28 | 14 | 9  | 5  | 41 | 21 | +20  | Liguilla de filiales |
| 5    | Saltillo Soccer F.C.    | 51   | 28 | 11 | 12 | 5  | 70 | 32 | +38  | Fase final Etapa 1   |
| 6    | Titanes de Saltillo "B" | 49   | 28 | 14 | 4  | 10 | 51 | 36 | +15  | Fase final Etapa 1   |
| 7    | Atlético Altamira       | 46   | 28 | 11 | 8  | 9  | 31 | 36 | −5   |                      |
| 8    | Armadillos de Ébano     | 45   | 28 | 12 | 5  | 11 | 28 | 39 | −11  |                      |
| 9    | Gavilanes de Matamoros  | 43   | 28 | 11 | 7  | 10 | 39 | 25 | +14  |                      |
| 10   | Bucaneros de Matamoros  | 39   | 28 | 9  | 10 | 9  | 36 | 36 | 0    |                      |
| 11   | Correcaminos UAT "C"    | 38   | 28 | 9  | 6  | 13 | 35 | 44 | −9   |                      |
| 12   | Bravos de Nuevo Laredo  | 31   | 28 | 7  | 7  | 14 | 33 | 43 | −10  |                      |
| 13   | Leones Blancos F.C.     | 22   | 28 | 5  | 6  | 17 | 25 | 62 | −37  |                      |
| 14   | Panteras Negras GNL     | 22   | 28 | 5  | 6  | 17 | 24 | 64 | −40  |                      |
| 15   | Halcones de Saltillo    | 10   | 28 | 2  | 3  | 23 | 23 | 99 | −76  |                      |

 Fuente: Tercera División

#### Fase final

##### Etapa 1
| 3 de mayo de 2017, 19:00 (UTC-5) | Saltillo Soccer F.C.                                 | 4:0 (1:0) | Troyanos UDEM | Estadio Olímpico Francisco I. Madero, Saltillo, Coahuila          |                                                                   |
|                                  | V. Torres 18' · J. Medina 57', 63' · F. Alvarado 71' | Reporte   |               | Asistencia: 600 espectadores Árbitro(s): Héctor Luis Cruz Almazan | Asistencia: 600 espectadores Árbitro(s): Héctor Luis Cruz Almazan |

| 6 de mayo de 2017, 16:00 (UTC-5)                                | Troyanos UDEM                     | 2:3 (0:1) | Saltillo Soccer F.C.                       | Universidad de Monterrey, San Pedro Garza García, Nuevo León              |                                                                           |
|                                                                 | J. Reveles 59' · J. Castañeda 73' | Reporte   | G. Solís 41' · G. López 76' · J. Tovar 82' | Asistencia: 100 espectadores Árbitro(s): Francisco Javier Valles Espinoza | Asistencia: 100 espectadores Árbitro(s): Francisco Javier Valles Espinoza |
| Con marcador global de 7-2, Saltillo Soccer avanza a la Etapa 2 |                                   |           |                                            |                                                                           |                                                                           |

| 4 de mayo de 2017, 16:00 (UTC-5) | Titanes de Saltillo "B" | 0:1 (0:1) | Atlético Allende | Estadio Olímpico Francisco I. Madero, Saltillo, Coahuila                 |                                                                          |
|                                  |                         | Reporte   | B. Elizondo 31'  | Asistencia: 100 espectadores Árbitro(s): Jeison Gustavo Arellano Aguilar | Asistencia: 100 espectadores Árbitro(s): Jeison Gustavo Arellano Aguilar |

| 7 de mayo de 2017, 11:00 (UTC-5)                                 | Atlético Allende                                                         | 5:2 (1:1) | Titanes de Saltillo "B"         | Parque Bicentenario, Allende, Nuevo León                             |                                                                      |
|                                                                  | E. Medina 30', 75' · S. González 47' · A. Rodríguez 64' · A. Puentes 86' | Reporte   | E. Cortés 23' · A. Clemente 90' | Asistencia: 300 espectadores Árbitro(s): Kevin Kober Contreras Reyes | Asistencia: 300 espectadores Árbitro(s): Kevin Kober Contreras Reyes |
| Con marcador global de 6-2, Atlético Allende avanza a la Etapa 3 |                                                                          |           |                                 |                                                                      |                                                                      |

##### Etapa 2
| 11 de mayo de 2017, 19:00 (UTC-5) | Saltillo Soccer F.C.        | 2:2 (1:0) | Celestes F.C.                 | Estadio Olímpico Francisco I. Madero, Saltillo, Coahuila                 |                                                                          |
|                                   | J. Medina 1' · J. López 77' | Reporte   | R. Torres 78' · B. Barrón 91' | Asistencia: 500 espectadores Árbitro(s): Jeison Gustavo Arellano Aguilar | Asistencia: 500 espectadores Árbitro(s): Jeison Gustavo Arellano Aguilar |

| 14 de mayo de 2017, 16:00 (UTC-5)                                                                                | Celestes F.C. | 1:1 (0:1) (3:4 p.) | Saltillo Soccer F.C. | Unidad Deportiva de Tampico, Tampico, Tamaulipas               |                                                                |
| | C. Flores 82' | Reporte            | J. Medina 5'         | Asistencia: 500 espectadores Árbitro(s): Martín Molina Astorga | Asistencia: 500 espectadores Árbitro(s): Martín Molina Astorga |
| Pese a empatar 3-3 en el marcador global, Saltillo Soccer avanza a la Etapa 3 tras ganar 4-3 en tanda de penales |               |                    |                      |                                                                |                                                                |

##### Etapa 3
| 18 de mayo de 2017, 19:00 (UTC-5) | Saltillo Soccer F.C.              | 2:1 (2:0) | Atlético Allende | Estadio Olímpico Francisco I. Madero, Saltillo, Coahuila             |                                                                      |
|                                   | F. Alvarado 19' · N. Tovanche 36' | Reporte   | L. Aguilar 90'   | Asistencia: 800 espectadores Árbitro(s): Edgar Ulises Valdez Ramírez | Asistencia: 800 espectadores Árbitro(s): Edgar Ulises Valdez Ramírez |

| 21 de mayo de 2017, 11:00 (UTC-5)                                       | Atlético Allende | 1:1 (0:0) | Saltillo Soccer F.C. | Polideportivo U.A.N.L., General Escobedo, Nuevo León              |                                                                   |
|                                                                         | L. Aguilar 70'   | Reporte   | V. Torres 62'        | Asistencia: 500 espectadores Árbitro(s): Héctor Luis Cruz Almazan | Asistencia: 500 espectadores Árbitro(s): Héctor Luis Cruz Almazan |
| Con marcador global de 3-2, Saltillo Soccer avanza a la Fase Intergrupo |                  |           |                      |                                                                   |                                                                   |

### Grupo XIII
| Pos. | Equipo                      | Pts. | PJ | G  | E | P  | GF | GC | Dif. | Clasificación        |
| ---- | --------------------------- | ---- | -- | -- | - | -- | -- | -- | ---- | -------------------- |
| 1    | Atlético Culiacán           | 47   | 20 | 13 | 5 | 2  | 43 | 20 | +23  | Fase final Etapa 3   |
| 2    | Águilas UAS                 | 46   | 20 | 13 | 5 | 2  | 49 | 22 | +27  | Fase final Etapa 3   |
| 3    | Dorados de Sinaloa "C"      | 45   | 20 | 13 | 3 | 4  | 43 | 20 | +23  | Liguilla de filiales |
| 4    | Diablos Azules de Guasave   | 37   | 20 | 10 | 5 | 5  | 47 | 27 | +20  |                      |
| 5    | Titanes de Nogales          | 35   | 20 | 9  | 6 | 5  | 48 | 22 | +26  |                      |
| 6    | Guerreros de Obregón        | 26   | 20 | 5  | 7 | 8  | 22 | 32 | −10  |                      |
| 7    | Guerreros Pericúes          | 22   | 20 | 5  | 5 | 10 | 27 | 47 | −20  |                      |
| 8    | Héroes de Caborca           | 20   | 20 | 4  | 5 | 11 | 24 | 42 | −18  |                      |
| 9    | Pelícanos de Puerto Peñasco | 20   | 20 | 5  | 4 | 11 | 29 | 59 | −30  |                      |
| 10   | Xolos de Hermosillo         | 17   | 20 | 4  | 4 | 12 | 33 | 43 | −10  |                      |
| 11   | Cimarrones de Sonora        | 14   | 20 | 4  | 1 | 15 | 22 | 53 | −31  |                      |

 Fuente: Tercera División

#### Fase final

##### Etapa 3
| 13 de mayo de 2017, 19:00 (UTC-6) | Águilas UAS | 1:1 (0:1) | Atlético Culiacán | Estadio Universitario U.A.S., Culiacán, Sinaloa                        |                                                                        |
|                                   | R. León 51' | Reporte   | C. Pereida 32'    | Asistencia: 500 espectadores Árbitro(s): Ismael Rosario López Peñuelas | Asistencia: 500 espectadores Árbitro(s): Ismael Rosario López Peñuelas |

| 20 de mayo de 2017, 19:00 (UTC-6)                                   | Atlético Culiacán | 1:5 (0:3) | Águilas UAS                                                            | Estadio Antonio Rosales, Culiacán, Sinaloa                                 |                                                                            |
|                                                                     | Juan Martínez 77' | Reporte   | Jesús Martínez 2' · M. Caldera 5' · B. Torres 35', 57' · O. Adrián 67' | Asistencia: 1 500 espectadores Árbitro(s): Mitzael Steve Bojorquez Montaño | Asistencia: 1 500 espectadores Árbitro(s): Mitzael Steve Bojorquez Montaño |
| Con marcador global de 6-2, Águilas UAS avanza a la Fase Intergrupo |                   |           |                                                                        |                                                                            |                                                                            |

### Grupo XIV
| Pos. | Equipo                         | Pts. | PJ | G  | E | P  | GF | GC | Dif. | Clasificación      |
| ---- | ------------------------------ | ---- | -- | -- | - | -- | -- | -- | ---- | ------------------ |
| 1    | Soles de Ciudad Juárez         | 34   | 14 | 11 | 1 | 2  | 44 | 14 | +30  | Fase final Etapa 3 |
| 2    | Constructores de Gómez Palacio | 27   | 14 | 7  | 5 | 2  | 31 | 16 | +15  | Fase final Etapa 3 |
| 3    | Cobras Fútbol Premier          | 27   | 14 | 7  | 3 | 4  | 20 | 12 | +8   |                    |
| 4    | Dorados UACH "B"               | 26   | 14 | 7  | 3 | 4  | 22 | 12 | +10  |                    |
| 5    | La Tribu de Ciudad Juárez      | 25   | 14 | 6  | 5 | 3  | 17 | 7  | +10  |                    |
| 6    | Dorados de Villa               | 16   | 14 | 4  | 3 | 7  | 19 | 26 | −7   |                    |
| 7    | Meloneros de Matamoros         | 13   | 14 | 2  | 4 | 8  | 10 | 33 | −23  |                    |
| 8    | Chinarras de Aldama            | 0    | 14 | 0  | 0 | 14 | 14 | 57 | −43  |                    |

 Fuente: Tercera División

#### Fase final

##### Etapa 3
| 13 de mayo de 2017, 16:00 (UTC-5) | Constructores de Gómez | 1:1 (0:1) | Soles de Juárez | Unidad Deportiva Gómez Palacio, Gómez Palacio, Durango                 |                                                                        |
|                                   | J. Tovar 74'           | Reporte   | J. Vázquez 29'  | Asistencia: 250 espectadores Árbitro(s): Jorge Alejandro Martínez Loya | Asistencia: 250 espectadores Árbitro(s): Jorge Alejandro Martínez Loya |

| 20 de mayo de 2017, 16:00 (UTC-6)                                                                                        | Soles de Juárez                | 2:2 (0:2) (5:4 p.) | Constructores de Gómez        | Estadio 20 de Noviembre, Ciudad Juárez, Chihuahua                       |                                                                         |
| | J. Tovar 57' · A. Balderas 75' | Reporte            | E. Montoya 11' · J. Tovar 39' | Asistencia: 500 espectadores Árbitro(s): Diego Armando Rosales Palacios | Asistencia: 500 espectadores Árbitro(s): Diego Armando Rosales Palacios |
| Pese a empatar 3-3 en el marcador global, Soles de Juárez avanza a la Fase Intergrupo tras ganar 5-4 en tanda de penales |                                |                    |                               |                                                                         |                                                                         |

## Fase Inter Grupo

### Partido 1
| 24 de mayo de 2017, 17:45 (UTC-5) | Cantera Venados                                | 3:1 (0:0) | Cruz Azul Lagunas | Estadio Carlos Iturralde Rivero, Mérida, Yucatán                        |                                                                         |
|                                   | J. Moreno 52' · M. Salazar 64' · J. Rosado 83' | Reporte   | E. Navarrete 76'  | Asistencia: 1 150 espectadores Árbitro(s): Carlos Eduardo Zurita Romero | Asistencia: 1 150 espectadores Árbitro(s): Carlos Eduardo Zurita Romero |

| 27 de mayo de 2017, 15:00 (UTC-5)                                | Cruz Azul Lagunas | 1:1 (1:1) | Cantera Venados | Estadio Cruz Azul, Lagunas, Oaxaca                                   |                                                                      |
|                                                                  | M. Rivera 3'      | Reporte   | J. Ramírez 39'  | Asistencia: 400 espectadores Árbitro(s): Wilfrido de la Cruz Pacheco | Asistencia: 400 espectadores Árbitro(s): Wilfrido de la Cruz Pacheco |
| Con marcador global de 4-2, Venados FC avanza a cuartos de final |                   |           |                 |                                                                      |                                                                      |

### Partido 2
| 24 de mayo de 2017, 13:00 (UTC-5) | Albinegros "B" | 1:1 (0:0) | Sporting Canamy "B" | Estadio Socum, Orizaba, Veracruz                                     |                                                                      |
|                                   | M. Flores 60'  | Reporte   | E. Torres 79'       | Asistencia: 700 espectadores Árbitro(s): Luis Alberto Mattern García | Asistencia: 700 espectadores Árbitro(s): Luis Alberto Mattern García |

| 27 de mayo de 2017, 11:00 (UTC-5)                                                                                      | Sporting Canamy "B" | 0:0 (3:1 p.) | Albinegros "B" | Estadio Valentín González, Ciudad de México                        |                                                                    |
| |                     | Reporte      |                | Asistencia: 200 espectadores Árbitro(s): Jesús Omar Cárdenas Gómez | Asistencia: 200 espectadores Árbitro(s): Jesús Omar Cárdenas Gómez |
| Pese a empatar 1-1 en el marcador global, Sporting Canamy avanza a cuartos de final tras ganar 3-1 en tanda de penales |                     |              |                |                                                                    |                                                                    |

### Partido 3
| 24 de mayo de 2017, 15:00 (UTC-5) | CDH Histeria                    | 2:0 (2:0) | Club Alpha | Estadio El Mirador, Estado de México                                    |                                                                         |
|                                   | N. Martínez 9' · A. Blancas 17' | Reporte   |            | Asistencia: 500 espectadores Árbitro(s): Luis Jonathan Vásquez Trujillo | Asistencia: 500 espectadores Árbitro(s): Luis Jonathan Vásquez Trujillo |

| 27 de mayo de 2017, 12:00 (UTC-5)                                | Club Alpha               | 3:0 (2:0) | CDH Histeria | Club Alpha, Puebla, Puebla                                     |                                                                |
|                                                                  | H. Pomposo 14', 36', 72' | Reporte   |              | Asistencia: 250 espectadores Árbitro(s): Mario Terrazas Chávez | Asistencia: 250 espectadores Árbitro(s): Mario Terrazas Chávez |
| Con marcador global de 3-2, Club Alpha avanza a cuartos de final |                          |           |              |                                                                |                                                                |

### Partido 4
| 24 de mayo de 2017, 11:00 (UTC-5) | Tuzos Pachuca                   | 2:2 (1:1) | Atlético Valladolid            | Estadio Hidalgo, Pachuca, Hidalgo                               |                                                                 |
|                                   | C. Figueroa 25' · F. Flores 53' | Reporte   | L. Coronado 38' · H. Gaona 86' | Asistencia: 200 espectadores Árbitro(s): Alfredo Medina Mendoza | Asistencia: 200 espectadores Árbitro(s): Alfredo Medina Mendoza |

| 27 de mayo de 2017, 12:00 (UTC-5)                                   | Atlético Valladolid | 0:1 (0:0) | Tuzos Pachuca  | Estadio Venustiano Carranza, Morelia, Michoacán                   |                                                                   |
|                                                                     |                     |           | J. Padilla 75' | Asistencia: 1 000 espectadores Árbitro(s): Harold Rodríguez Pérez | Asistencia: 1 000 espectadores Árbitro(s): Harold Rodríguez Pérez |
| Con marcador global de 3-2, Tuzos Pachuca avanza a cuartos de final |                     |           |                |                                                                   |                                                                   |

### Partido 5
| 24 de mayo de 2017, 19:00 (UTC-5) | Charales de Chapala | 1:1 (0:1) | Mineros de Fresnillo "B" | Estadio Juan Rayo, Chapala, Jalisco                              |                                                                  |
|                                   | A. Flores 52'       | Reporte   | H. Ramos 42'             | Asistencia: 1 000 espectadores Árbitro(s): Martín Navarro Ortega | Asistencia: 1 000 espectadores Árbitro(s): Martín Navarro Ortega |

| 27 de mayo de 2017, 19:00 (UTC-5)                                          | Mineros de Fresnillo "B"                           | 4:3 (0:2) | Charales de Chapala                        | Unidad Deportiva Minera Fresnillo, Fresnillo                              |                                                                           |
|                                                                            | H. Ramos 48' · M. Navor 59', 62' · J. Martínez 76' | Reporte   | V. López 31' · E. García 45' · K. Cano 71' | Asistencia: 700 espectadores Árbitro(s): Cristian Leopoldo Ruiz Tachiquin | Asistencia: 700 espectadores Árbitro(s): Cristian Leopoldo Ruiz Tachiquin |
| Con marcador global de 5-4, Mineros de Fresnillo avanza a cuartos de final |                                                    |           |                                            |                                                                           |                                                                           |

### Partido 6
| 24 de mayo de 2017, 19:00 (UTC-5) | Saltillo Soccer F.C. | 0:4 (0:3) | Tecos F.C.                                         | Estadio Olímpico Francisco I. Madero, Saltillo, Coahuila                |                                                                         |
|                                   |                      | Reporte   | J. Alonso 4' · J. Mares 17', 29' · J. Carbajal 90' | Asistencia: 1 200 espectadores Árbitro(s): Mario Alberto Loredo Bocardo | Asistencia: 1 200 espectadores Árbitro(s): Mario Alberto Loredo Bocardo |

| 27 de mayo de 2017, 19:00 (UTC-5)                           | Tecos F.C.                                        | 3:1 (0:0) | Saltillo Soccer F.C. | Estadio Tres de Marzo, Zapopan, Jalisco                                     |                                                                             |
|                                                             | J. Mares 62' · J. Ruvalcaba 65' · M. Palomino 74' | Reporte   | J. Medina 46'        | Asistencia: 3 057 espectadores Árbitro(s): Joaquín Alberto Vizcarra Armenta | Asistencia: 3 057 espectadores Árbitro(s): Joaquín Alberto Vizcarra Armenta |
| Con marcador global de 7-1, Tecos avanza a cuartos de final |                                                   |           |                      |                                                                             |                                                                             |

### Partido 7
| 24 de mayo de 2017, 19:00 (UTC-6) | Águilas UAS                                                      | 4:0 (2:0) | Soles de Ciudad Juárez | Estadio Universitario de la U.A.S., Culiacán, Sinaloa                     |                                                                           |
|                                   | R. Jiménez 26' · O. Adrián 38' · B. Torres 50' · J. Martínez 68' | Reporte   |                        | Asistencia: 400 espectadores Árbitro(s): Javier Alejandro Méndez Bizarrón | Asistencia: 400 espectadores Árbitro(s): Javier Alejandro Méndez Bizarrón |

| 27 de mayo de 2017, 16:00 (UTC-6)                                 | Soles de Ciudad Juárez            | 2:1 (1:1) | Águilas UAS     | Estadio 20 de Noviembre, Ciudad Juárez, Chihuahua               |                                                                 |
|                                                                   | I. Gardillo 35' · D. Guerrero 68' | Reporte   | J. Martínez 37' | Asistencia: 600 espectadores Árbitro(s): José Luis Luna Ramírez | Asistencia: 600 espectadores Árbitro(s): José Luis Luna Ramírez |
| Con marcador global de 5-2, Águilas UAS avanza a cuartos de final |                                   |           |                 |                                                                 |                                                                 |

## Fase de Campeonato
|  | Cuartos de final         | Cuartos de final    |               |            | Semifinales | Semifinales |  |                     | Final      | Final      |  |
|  | 30 de mayo               | 30 de mayo          |               |            | 1 de junio  | 1 de junio  |  |                     | 3 de junio | 3 de junio |  |
|  |                          |                     |               |            |             |             |  |                     |            |            |  |
|  |                          |                     |               |            |             |             |  |                     |            |            |  |
|  | Sporting Canamy "B"      |                     |               |            |             |             |  |                     |            |            |  |
|  |                          |                     |               |            |             |             |  |                     |            |            |  |
|  | Pase Directo             |                     |               |            |             |             |  |                     |            |            |  |
|  |                          | Sporting Canamy "B" | 7             |            |             |             |  |                     |            |            |  |
|  |                          |                     | 7             |            |             |             |  |                     |            |            |  |
|  |                          |                     | Águilas UAS   | 0          |             |             |  |                     |            |            |  |
|  | Mineros de Fresnillo "B" | 1(3)                | Águilas UAS   | 0          |             |             |  |                     |            |            |  |
|  | Mineros de Fresnillo "B" | 1(3)                |               |            |             |             |  |                     |            |            |  |
|  | Águilas UAS              | 1(5)                |               |            |             |             |  |                     |            |            |  |
|  | Águilas UAS              | 1(5)                |               |            |             |             |  | Sporting Canamy "B" | 2(0)       |            |  |
|  |                          |                     |               |            |             |             |  | Sporting Canamy "B" | 2(0)       |            |  |
|  |                          |                     | Tecos         | 2(3)       |             |             |  |                     |            |            |  |
|  | Tecos F.C.               | 6                   | Tecos         | 2(3)       |             |             |  |                     |            |            |  |
|  | Tecos F.C.               | 6                   |               |            |             |             |  |                     |            |            |  |
|  | Cantera Venados          | 2                   |               |            |             |             |  |                     |            |            |  |
|  | Cantera Venados          | 2                   |               | Tecos F.C. | 4           |             |  |                     |            |            |  |
|  |                          |                     |               | Tecos F.C. | 4           |             |  |                     |            |            |  |
|  |                          |                     | Tuzos Pachuca | 2          |             |             |  |                     |            |            |  |
|  | Tuzos Pachuca            | 4                   | Tuzos Pachuca | 2          |             |             |  |                     |            |            |  |
|  | Tuzos Pachuca            | 4                   |               |            |             |             |  |                     |            |            |  |
|  | Club Alpha               | 1                   |               |            |             |             |  |                     |            |            |  |
|  | Club Alpha               | 1                   |               |            |             |             |  |                     |            |            |  |
|  |                          |                     |               |            |             |             |  |                     |            |            |  |

### Cuartos de final
| 30 de mayo de 2017, 11:00 (UTC -5)                          | Mineros de Fresnillo "B" | 1:1 (1:0) (3:5 p.) | Águilas UAS    | Instalaciones de la FMF cancha 1, Toluca, Estado de México        |                                                                   |
|                                                             | I. Hernández 10'         | Reporte            | M. Caldera 87' | Asistencia: 50 espectadores Árbitro(s): Jesús Omar Cárdenas Gómez | Asistencia: 50 espectadores Árbitro(s): Jesús Omar Cárdenas Gómez |
| Águilas UAS avanza a Semifinales tras ganar 5-3 en penales. |                          |                    |                |                                                                   |                                                                   |

| 30 de mayo de 2017, 11:00 (UTC -5) | Tuzos Pachuca                                    | 4:1 (2:1) | Club Alpha     | Instalaciones de la FMF cancha 2, Toluca, Estado de México        |                                                                   |
|                                    | J. Padilla 5', 39' · M. Rodelo 73' · A. León 85' | Reporte   | G. Aguilar 36' | Asistencia: 100 espectadores Árbitro(s): Juan José Gutiérrez León | Asistencia: 100 espectadores Árbitro(s): Juan José Gutiérrez León |
| Tuzos Pachuca avanza a Semifinales |                                                  |           |                |                                                                   |                                                                   |

| 30 de mayo de 2017, 11:00 (UTC -5) | Tecos F.C.                                                               | 6:2 (1:2) | Cantera Venados     | Instalaciones de la FMF - cancha 3, Toluca, Estado de México           |                                                                        |
|                                    | A. Suárez 3', 56', 71' · J. Ruvalcaba 61' · J. Mares 77' · B. Chávez 78' | Reporte   | J. Ramírez 34', 40' | Asistencia: 100 espectadores Árbitro(s): Ismael Rosario López Peñuelas | Asistencia: 100 espectadores Árbitro(s): Ismael Rosario López Peñuelas |
| Tecos avanza a Semifinales         |                                                                          |           |                     |                                                                        |                                                                        |

### Semifinal
| 1 de junio de 2017, 12:00 (UTC -5) | Sporting Canamy "B"                                                                   | 7:0 (4:0) | Águilas UAS | Instalaciones de la FMF Cancha 2, Toluca, Estado de México     |                                                                |
|                                    | J. Espinoza 3', 33' · J. Ortiz 10' · E. Torres 45', 81' · L. García 59' · C. Cruz 70' | Reporte   |             | Asistencia: 200 espectadores Árbitro(s): Mario Terrazas Chávez | Asistencia: 200 espectadores Árbitro(s): Mario Terrazas Chávez |
| Sporting Canamy avanza a la Final  |                                                                                       |           |             |                                                                |                                                                |

| 1 de junio de 2017, 12:00 (UTC -5) | Tecos F.C.                                        | 4:2 (2:2) | Tuzos Pachuca                    | Instalaciones de la FMF, Toluca, Estado de México                         |                                                                           |
|                                    | A. Suárez 2', 67' · B. Chávez 11' · B. García 81' | Reporte   | A. Herrera 18' · D. Quintero 32' | Asistencia: 250 espectadores Árbitro(s): Joaquín Alberto Vizcarra Armenta | Asistencia: 250 espectadores Árbitro(s): Joaquín Alberto Vizcarra Armenta |
| Tecos avanza a la Final            |                                                   |           |                                  |                                                                           |                                                                           |

### Final
| 3 de junio de 2017, 12:00 (UTC -5)                                                       | Sporting Canamy "B" | 2:2 (0:3)(1) (3:1 p.) | Tecos F.C. | Instalaciones de la FMF, Toluca, Estado de México                           |                                                                             |
|                                                                                          |                     | Reporte               |            | Asistencia: 1 000 espectadores Árbitro(s): Joaquín Alberto Vizcarra Armenta | Asistencia: 1 000 espectadores Árbitro(s): Joaquín Alberto Vizcarra Armenta |
| Tecos es campeón por marcador 3:0, debido a que Sporting Canamy infringió el reglamento. |                     |                       |            |                                                                             |                                                                             |

## Tecos Campeón por Reglamento
Días después de haberse jugado la final, Tecos FC interpuso una apelación por el resultado de la final al argumentar que Sporting Canamy utilizó a lo largo de la temporada a un jugador que excedía el límite de edad permitido. 
Con fecha de 23 de junio de 2017, la Femexfut y la Comisión Disciplinaria optaron por castigar a Sporting Canamy, retirándoles el campeonato y nombrando campeón a Tecos por Reglamento con marcador de 3-0.
Además la franquicia de Sporting Canamy que había ascendido a la recién nombrada Liga Premier, fue castigada obligándolos a permanecer en tercera división. Aun así, Canamy ya contaba con una franquicia en Liga Premier.

### Equipos ascendidos a Segunda División
| Tecos Asciende a la Liga Premier de Ascenso |
| ------------------------------------------- |

## Liguilla de Filiales

### Clasificación
Para determinar los equipos que clasifican a la Liguilla de Filiales se crea una tabla exclusivamente de equipos filiales sin derecho a ascenso donde se posicionaran de acuerdo al porcentaje que obtengan después de la temporada regular, ya que los equipos juegan diferente cantidad de partidos dependiendo de su grupo.
Este porcentaje se obtiene dividiendo los puntos obtenidos entre la cantidad de partidos jugados; a mayor porcentaje más alto estará el equipo en la tabla. Si dos o más equipos obtienen el mismo porcentaje se tomaran en cuenta los convencionales mecanismos de desempate: Puntos, Diferencia de goles y Goles a Favor.
| Pos. | Equipos                   | PJ | PG | PE | PP | GF  | GC | Dif. | Pts. | Pe | Por. |
| ---- | ------------------------- | -- | -- | -- | -- | --- | -- | ---- | ---- | -- | ---- |
| 1.   | Dorados de Sinaloa "C"    | 20 | 13 | 3  | 4  | 43  | 20 | 23   | 45   | 3  | 2.25 |
| 2.   | Mineros de Zacatecas "C"  | 34 | 22 | 6  | 6  | 83  | 34 | 49   | 74   | 2  | 2.18 |
| 3.   | Guadalajara "C"           | 34 | 21 | 8  | 5  | 97  | 31 | 66   | 73   | 2  | 2.15 |
| 4.   | Leones Negros "C"         | 34 | 21 | 7  | 6  | 60  | 26 | 34   | 73   | 3  | 2.15 |
| 5.   | Alebrijes de Oaxaca "C"   | 34 | 21 | 5  | 8  | 74  | 38 | 36   | 72   | 4  | 2.12 |
| 6.   | Tigres SD                 | 28 | 14 | 9  | 5  | 42  | 21 | 21   | 56   | 5  | 2    |
| 7.   | Club Pumas "C"            | 36 | 21 | 4  | 11 | 98  | 45 | 53   | 70   | 3  | 1.94 |
| 8.   | Cafetaleros "B"           | 36 | 19 | 7  | 10 | 104 | 52 | 52   | 69   | 5  | 1.92 |
| 9.   | Dorados UACH "B"          | 14 | 7  | 3  | 4  | 22  | 12 | 10   | 26   | 2  | 1.86 |
| 10.  | Universidad del Fútbol    | 36 | 18 | 5  | 13 | 68  | 52 | 16   | 63   | 4  | 1.75 |
| 11.  | Atlante "B"               | 24 | 10 | 6  | 8  | 35  | 25 | 10   | 39   | 3  | 1.63 |
| 12.  | Celaya F.C. "C"           | 26 | 9  | 8  | 9  | 34  | 34 | 0    | 40   | 5  | 1.54 |
| 13.  | Coras F.C. "C"            | 34 | 13 | 7  | 14 | 59  | 51 | 8    | 50   | 4  | 1.47 |
| 14.  | Nuevos Valores de Ocotlán | 38 | 13 | 9  | 16 | 64  | 64 | 0    | 55   | 7  | 1.45 |
| 15.  | Escuela de Fútbol Chivas  | 38 | 13 | 8  | 17 | 69  | 66 | 3    | 54   | 7  | 1.42 |
| 16.  | Correcaminos UAT "C"      | 28 | 9  | 6  | 13 | 35  | 44 | -9   | 38   | 5  | 1.36 |
| 17.  | Xolos de Hermosillo       | 20 | 4  | 4  | 12 | 33  | 43 | -10  | 17   | 1  | 0.85 |
| 18.  | Cimarrones de Sonora "C"  | 20 | 4  | 1  | 15 | 22  | 53 | -31  | 14   | 1  | 0.7  |

|  | Clasificado para la Liguilla de Filiales. |
|  | Peor Clasificado.                         |

### Eliminatorias
|  | Cuartos de final      | Cuartos de final      | Cuartos de final      |   |               | Semifinales              | Semifinales              | Semifinales              |  |  | Final           | Final           | Final           |
|  | 5 y 6/13 y 14 de mayo | 5 y 6/13 y 14 de mayo | 5 y 6/13 y 14 de mayo |   |               | 19 y 21 /26 y 27 de mayo | 19 y 21 /26 y 27 de mayo | 19 y 21 /26 y 27 de mayo |  |  | 3 y 11 de junio | 3 y 11 de junio | 3 y 11 de junio |
|  |                       |                       |                       |   |               |                          |                          |                          |  |  |                 |                 |                 |
|  | Dorados "C"           | 1                     | 3                     |   |               |                          |                          |                          |  |  |                 |                 |                 |
|  | Cafetaleros "B"       | 0                     | 0                     |   |               |                          |                          |                          |  |  |                 |                 |                 |
|  | Cafetaleros "B"       | 0                     | 0                     |   | Dorados "C"   | 1                        | 1                        |                          |  |  |                 |                 |                 |
|  |                       |                       |                       |   | Dorados "C"   | 1                        | 1                        |                          |  |  |                 |                 |                 |
|  |                       | Leones Negros "C"     | 2                     | 0 |               |                          |                          |                          |  |  |                 |                 |                 |
|  | Leones Negros "C"     | Leones Negros "C"     | 2                     | 0 | 2             | 5                        |                          |                          |  |  |                 |                 |                 |
|  | Leones Negros "C"     |                       |                       |   | 2             | 5                        |                          |                          |  |  |                 |                 |                 |
|  | Alebrijes "B"         | 0                     | 1                     |   |               |                          |                          |                          |  |  |                 |                 |                 |
|  |                       |                       |                       |   |               |                          |                          |                          |  |  | Dorados "C"     | 0               | 0               |
|  |                       |                       | Guadalajara "C"       | 4 | 0             |                          |                          |                          |  |  |                 |                 |                 |
|  | Zacatecas "C"         | 3                     | 2                     |   |               |                          |                          |                          |  |  |                 |                 |                 |
|  | Pumas "C"             | 0                     | 3                     |   |               |                          |                          |                          |  |  |                 |                 |                 |
|  | Pumas "C"             | 0                     | 3                     |   | Zacatecas "C" | 1                        | 3                        |                          |  |  |                 |                 |                 |
|  |                       |                       |                       |   | Zacatecas "C" | 1                        | 3                        |                          |  |  |                 |                 |                 |
|  |                       | Guadalajara "C"       | 2                     | 5 |               |                          |                          |                          |  |  |                 |                 |                 |
|  | Guadalajara "C"       | Guadalajara "C"       | 2                     | 5 | 2             | 3                        |                          |                          |  |  |                 |                 |                 |
|  | Guadalajara "C"       |                       |                       |   | 2             | 3                        |                          |                          |  |  |                 |                 |                 |
|  | Tigres SD             | 0                     | 2                     |   |               |                          |                          |                          |  |  |                 |                 |                 |

### Cuartos de final
| 6 de mayo de 2017, 16:00 (UTC-5) | Cafetaleros "B" | 0:1 | Dorados "C" | Unidad Deportiva La Antorcha, Ixtapaluca |  |

| 13 de mayo de 2017, 12:00 (UTC-6) | Dorados "C" | 3:0 | Cafetaleros "B" | Cancha 1 Sagarpa, Navolato |  |

| 6 de mayo de 2017, 12:00 (UTC-5) | Alebrijes "B" | 0:2 | Leones Negros "C" | Estadio Alberto Pérez Navarro, Huixquilucan de Degollado |  |

| 13 de mayo de 2017, 11:00 (UTC-5) | Leones Negros "C" | 5:1 | Alebrijes "B" | Club Deportivo La Primavera, Zapopan |  |

| 5 de mayo de 2017, 11:00 (UTC-5) | Pumas "B" | 0:3 | Zacatecas "C" | Instalaciones de La Cantera Cancha 1, Ciudad de México |  |

| 13 de mayo de 2017, 11:00 (UTC-5) | Zacatecas "C" | 2:3 | Pumas "B" | Estadio Francisco Villa, Zacatecas |  |

| 6 de mayo de 2017, 11:00 (UTC-5) | Tigres SD | 0:2 | Guadalajara "C" | La Cueva C3, General Zuazua |  |

| 14 de mayo de 2017, 11:00 (UTC-5) | Guadalajara "C" | 3:2 | Tigres SD | Verde Valle, Zapopan |  |

### Semifinal
| 19 de mayo de 2017, 11:00 (UTC-5) | Leones Negros "C" | 2:1 | Dorados "C" | Club Deportivo La Primavera, Zapopan |  |

| 26 de mayo de 2017, 12:00 (UTC-6) | Dorados "C" | 1:0 | Leones Negros "C" | Estadio Banorte, Culiacán |  |

| 21 de mayo de 2017, 11:00 (UTC-5) | Guadalajara "C" | 2:1 | Zacatecas "C" | Verde Valle, Zapopan |  |

| 27 de mayo de 2017, 11:00 (UTC-5) | Zacatecas "C" | 3:5 | Guadalajara "C" | Estadio Francisco Villa, Zacatecas |  |

### Final
| 3 de junio de 2017, 11:00 (UTC-5) | Guadalajara "C" | 4:0 | Dorados "C" | Verde Valle, Zapopan |  |

| 11 de junio de 2017, 11:00 (UTC-6) | Dorados "C" | 0:0 | Guadalajara "C" | Estadio Banorte, Culiacán |  |